# Biển xe cơ giới Việt Nam
Biển xe cơ giới (hay còn gọi là biển số xe) là biển được sử dụng để hiển thị dấu đăng ký của phương tiện tại Việt Nam. Đây là biển bắt buộc đối với phương tiện cơ giới sử dụng trên đường công cộng để hiển thị biển đăng ký xe.

## Định dạng
Tại Việt Nam, hầu hết các biển số xe thuôc mẫu năm 2010 gồm một mã tỉnh, một sêri đăng ký và năm chữ số tự nhiên, hoặc mẫu năm 1976 gồm một mã tỉnh, một sêri đăng ký và bốn chữ số tự nhiên. Biển số xe quân sự là trường hợp ngoại lệ điển hình.
Theo Thông tư 24/2023/TT-BCA, biển số được làm bằng kim loại, có màng phản quang, ký hiệu bảo mật công an hiệu đóng chìm đóng chìm do đơn vị được Bộ Công an cấp phép sản xuất biển số, do Cục Cảnh sát giao thông quản lý, riêng biển số xe đăng ký tạm thời được in trên giấy. Về kích thước, xe ôtô được gắn hai biển số, một biển ngắn có kích thước 330 × 165 mm và một biển dài có kích thước 520 × 110 mm. Máy kéo, rơmoóc, sơmi rơmoóc được gắn một biển số ở phía sau, kích thước 330 × 165 mm. Xe môtô được gắn một biển số ở phía sau, kích thước 190 × 140 mm.

## Các loại biển số xe
| STT | Biển số                                      | Chức năng                                             |
| --- | -------------------------------------------- | ----------------------------------------------------- |
| 1   | Nền biển màu trắng, chữ và số màu đen        | Xe thuộc sở hữu cá nhân và xe của các doanh nghiệp    |
| 2   | Nền biển màu xanh dương, chữ và số màu trắng | Xe của các cơ quan chính trị, công an                 |
| 3   | Nền biển màu đỏ, chữ và số màu trắng         | Xe quân sự, xe của các doanh nghiệp quân đội          |
| 4   | Nền biển màu vàng, chữ và số đen             | Xe hoạt động kinh doanh vận tải và xe máy chuyên dùng |

## Danh mục mã tỉnh

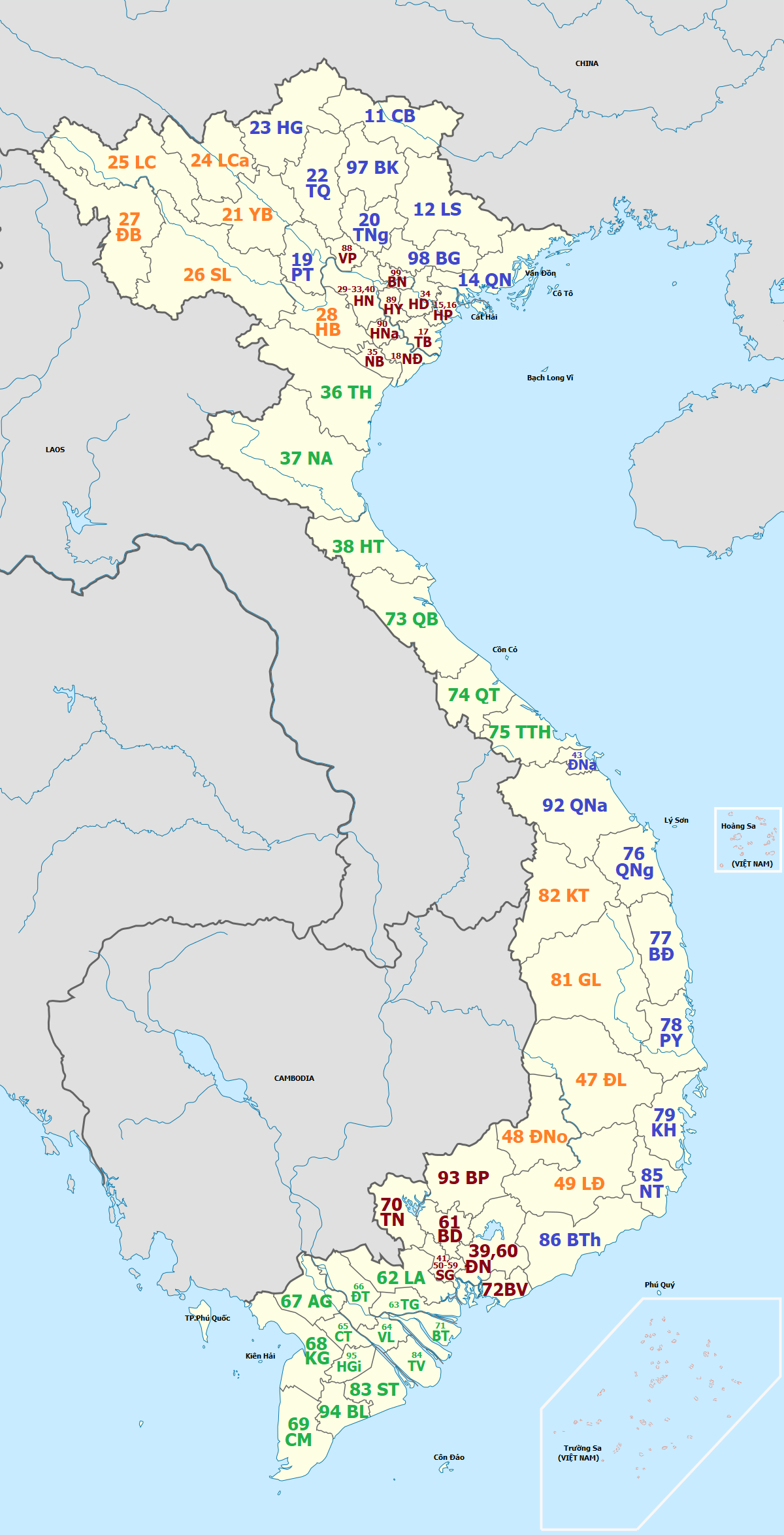

Dưới đây là bảng ký hiệu mã số tỉnh thành Việt Nam, kèm theo mã chữ cái tương ứng. Ghi chú rằng mã số 13 từng thuộc tỉnh Hà Bắc cũ, nay là mã 98 và 99 (tương ứng với tỉnh Bắc Ninh).
| Mã tỉnh | Mã chữ cái tương ứng | Tỉnh (thành phố)      | Vùng                | Tỉnh cũ           |
| ------- | -------------------- | --------------------- | ------------------- | ----------------- |
| 11      | CB                   | Cao Bằng              | Đông Bắc Bộ         |                   |
| 12      | LS                   | Lạng Sơn              | Đông Bắc Bộ         |                   |
| 14      | QN                   | Quảng Ninh            | Đông Bắc Bộ         |                   |
| 15      | HP                   | Hải Phòng             | Đồng bằng sông Hồng |                   |
| 16      | HP                   | Hải Phòng             | Đồng bằng sông Hồng |                   |
| 17      | HY                   | Hưng Yên              | Đồng bằng sông Hồng | Thái Bình         |
| 18      | NB                   | Ninh Bình             | Đồng bằng sông Hồng | Nam Định          |
| 19      | PT                   | Phú Thọ               | Đông Bắc Bộ         |                   |
| 20      | TNg                  | Thái Nguyên           | Đông Bắc Bộ         |                   |
| 21      | LCa                  | Lào Cai               | Tây Bắc Bộ          | Yên Bái           |
| 22      | TQ                   | Tuyên Quang           | Đông Bắc Bộ         |                   |
| 23      | TQ                   | Tuyên Quang           | Đông Bắc Bộ         | Hà Giang          |
| 24      | LCa                  | Lào Cai               | Tây Bắc Bộ          |                   |
| 25      | LC                   | Lai Châu              | Tây Bắc Bộ          |                   |
| 26      | SL                   | Sơn La                | Tây Bắc Bộ          |                   |
| 27      | ĐB                   | Điện Biên             | Tây Bắc Bộ          |                   |
| 28      | PT                   | Phú Thọ               | Đông Bắc Bộ         | Hòa Bình          |
| 29      | HN                   | Hà Nội                | Đồng bằng sông Hồng |                   |
| 30      | HN                   | Hà Nội                | Đồng bằng sông Hồng |                   |
| 31      | HN                   | Hà Nội                | Đồng bằng sông Hồng |                   |
| 32      | HN                   | Hà Nội                | Đồng bằng sông Hồng |                   |
| 33      | HN                   | Hà Nội                | Đồng bằng sông Hồng | Hà Tây            |
| 34      | HP                   | Hải Phòng             | Đồng bằng sông Hồng | Hải Dương         |
| 35      | NB                   | Ninh Bình             | Đồng bằng sông Hồng |                   |
| 36      | TH                   | Thanh Hóa             | Bắc Trung Bộ        |                   |
| 37      | NA                   | Nghệ An               | Bắc Trung Bộ        |                   |
| 38      | HT                   | Hà Tĩnh               | Bắc Trung Bộ        |                   |
| 39      | ĐN                   | Đồng Nai              | Đông Nam Bộ         |                   |
| 40      | HN                   | Hà Nội                | Đồng bằng sông Hồng |                   |
| 41      | SG                   | Thành phố Hồ Chí Minh | Đông Nam Bộ         |                   |
| 43      | ĐNa                  | Đà Nẵng               | Nam Trung Bộ        |                   |
| 47      | ĐL                   | Đắk Lắk               | Nam Trung Bộ        |                   |
| 48      | LĐ                   | Lâm Đồng              | Nam Trung Bộ        | Đắk Nông          |
| 49      | LĐ                   | Lâm Đồng              | Nam Trung Bộ        |                   |
| 50      | SG                   | Thành phố Hồ Chí Minh | Đông Nam Bộ         |                   |
| 51      | SG                   | Thành phố Hồ Chí Minh | Đông Nam Bộ         |                   |
| 52      | SG                   | Thành phố Hồ Chí Minh | Đông Nam Bộ         |                   |
| 53      | SG                   | Thành phố Hồ Chí Minh | Đông Nam Bộ         |                   |
| 54      | SG                   | Thành phố Hồ Chí Minh | Đông Nam Bộ         |                   |
| 55      | SG                   | Thành phố Hồ Chí Minh | Đông Nam Bộ         |                   |
| 56      | SG                   | Thành phố Hồ Chí Minh | Đông Nam Bộ         |                   |
| 57      | SG                   | Thành phố Hồ Chí Minh | Đông Nam Bộ         |                   |
| 58      | SG                   | Thành phố Hồ Chí Minh | Đông Nam Bộ         |                   |
| 59      | SG                   | Thành phố Hồ Chí Minh | Đông Nam Bộ         |                   |
| 60      | ĐN                   | Đồng Nai              | Đông Nam Bộ         |                   |
| 61      | SG                   | Thành phố Hồ Chí Minh | Đông Nam Bộ         | Bình Dương        |
| 62      | TN                   | Tây Ninh              | Đông Nam Bộ         | Long An           |
| 63      | ĐT                   | Đồng Tháp             | Tây Nam Bộ          | Tiền Giang        |
| 64      | VL                   | Vĩnh Long             | Tây Nam Bộ          |                   |
| 65      | CT                   | Cần Thơ               | Tây Nam Bộ          |                   |
| 66      | ĐT                   | Đồng Tháp             | Tây Nam Bộ          |                   |
| 67      | AG                   | An Giang              | Tây Nam Bộ          |                   |
| 68      | AG                   | An Giang              | Tây Nam Bộ          | Kiên Giang        |
| 69      | CM                   | Cà Mau                | Tây Nam Bộ          |                   |
| 70      | TN                   | Tây Ninh              | Đông Nam Bộ         |                   |
| 71      | VL                   | Vĩnh Long             | Tây Nam Bộ          | Bến Tre           |
| 72      | SG                   | Thành phố Hồ Chí Minh | Đông Nam Bộ         | Bà Rịa – Vũng Tàu |
| 73      | QT                   | Quảng Trị             | Bắc Trung Bộ        | Quảng Bình        |
| 74      | QT                   | Quảng Trị             | Bắc Trung Bộ        |                   |
| 75      | TPH                  | Huế                   | Bắc Trung Bộ        |                   |
| 76      | QNg                  | Quảng Ngãi            | Nam Trung Bộ        |                   |
| 77      | GL                   | Gia Lai               | Nam Trung Bộ        | Bình Định         |
| 78      | ĐL                   | Đắk Lắk               | Nam Trung Bộ        | Phú Yên           |
| 79      | KH                   | Khánh Hòa             | Nam Trung Bộ        |                   |
| 80      | Không                | Trung ương            | Không               |                   |
| 81      | GL                   | Gia Lai               | Nam Trung Bộ        |                   |
| 82      | QNg                  | Quảng Ngãi            | Nam Trung Bộ        | Kon Tum           |
| 83      | CT                   | Cần Thơ               | Tây Nam Bộ          | Sóc Trăng         |
| 84      | VL                   | Vĩnh Long             | Tây Nam Bộ          | Trà Vinh          |
| 85      | KH                   | Khánh Hòa             | Nam Trung Bộ        | Ninh Thuận        |
| 86      | LĐ                   | Lâm Đồng              | Nam Trung Bộ        | Bình Thuận        |
| 88      | PT                   | Phú Thọ               | Đông Bắc Bộ         | Vĩnh Phúc         |
| 89      | HY                   | Hưng Yên              | Đồng bằng sông Hồng |                   |
| 90      | NB                   | Ninh Bình             | Đồng bằng sông Hồng | Hà Nam            |
| 92      | ĐNa                  | Đà Nẵng               | Nam Trung Bộ        | Quảng Nam         |
| 93      | ĐN                   | Đồng Nai              | Đông Nam Bộ         | Bình Phước        |
| 94      | CM                   | Cà Mau                | Tây Nam Bộ          | Bạc Liêu          |
| 95      | CT                   | Cần Thơ               | Tây Nam Bộ          | Hậu Giang         |
| 97      | TNg                  | Thái Nguyên           | Đông Bắc Bộ         | Bắc Kạn           |
| 98      | BN                   | Bắc Ninh              | Đồng bằng sông Hồng | Bắc Giang         |
| 99      | BN                   | Bắc Ninh              | Đồng bằng sông Hồng |                   |

## Biển số xe quân sự

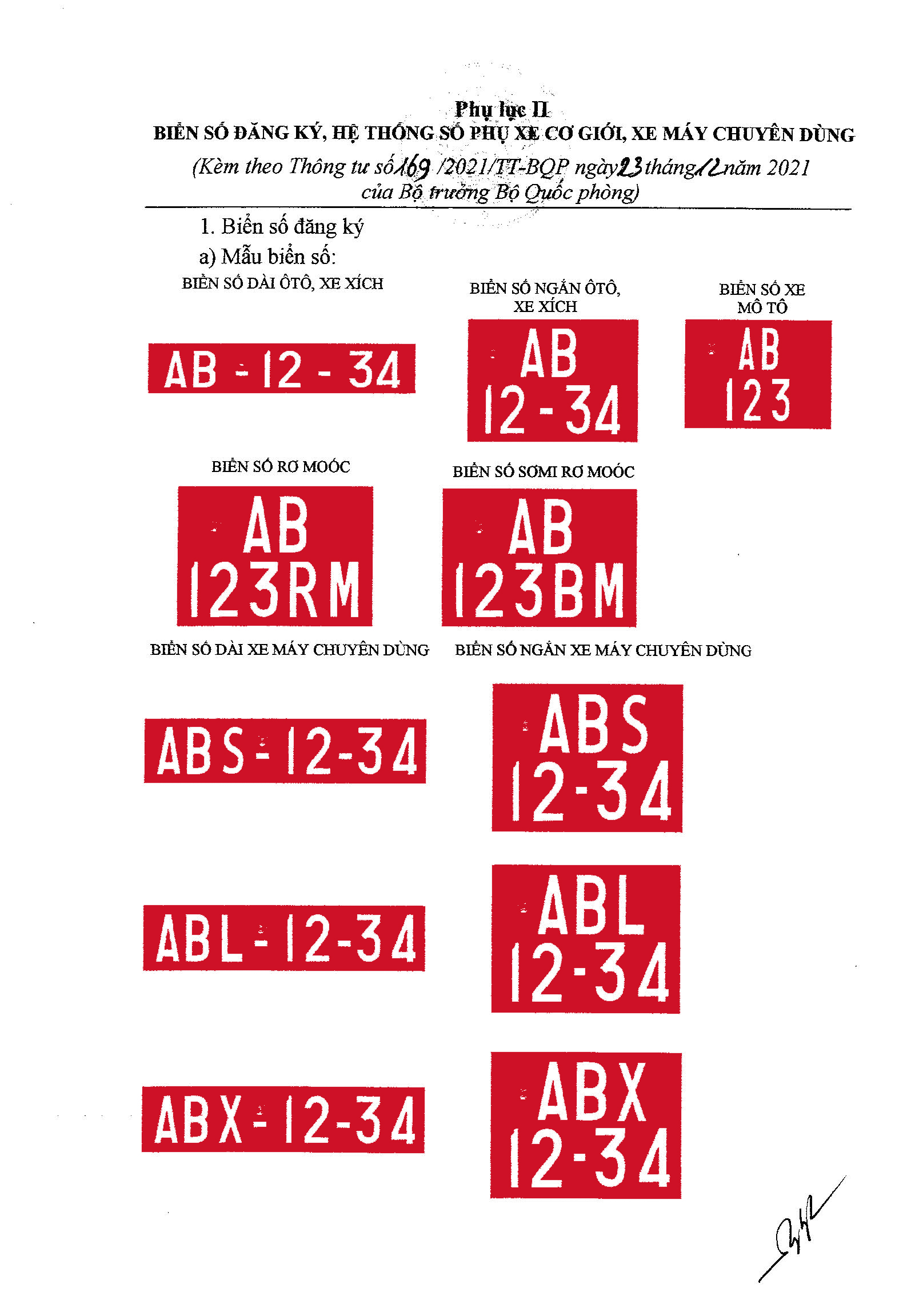
Các mẫu thiết kế tiêu chuẩn theo Thông tư 169/2021/TT-BQP của Bộ Quốc phòng

Do Cục Xe – Máy trục thuộc Bộ Quốc phòng (Việt Nam) cấp cho các đơn vị, cơ quan thuộc lực lượng vũ trang do Bộ quản lý. Biển xe có nền màu đỏ và chữ số màu trắng, gồm mã 2 chữ cái và 4 chữ số (với xe ôtô, đối với xe môtô là 3 chữ số). Xe rơmoóc có biển số gồm mã 2 chữ cái và 3 chữ số, cộng với hai chữ "RM"; xe sơmi rơmoóc cũng như vậy, nhưng theo sau là hai chữ "BM". Biển số xe máy chuyên dùng gồm mã 2 chữ cái, cộng với chữ L, S hoặc X, sau đó là 4 chữ số.
Mã của các đơn vị, cơ quan quân đội là như sau:
| Mã cơ quan | Cơ quan                                                             |
| ---------- | ------------------------------------------------------------------- |
| AA         | Quân đoàn 12 (kế thừa từ Quân đoàn 1 cũ)                            |
| AB         | Quân đoàn 12 (kế thừa từ Quân đoàn 2 cũ)                            |
| AC         | Quân đoàn 3 (Binh đoàn Tây Nguyên)                                  |
| AD         | Quân đoàn 4 (Binh đoàn Cửu Long)                                    |
| AM         | Binh đoàn 18 (Tổng Công ty Trực thăng Việt Nam - VNH)               |
| AN         | Binh đoàn 15                                                        |
| AP         | Lữ đoàn 144                                                         |
| AT         | Binh đoàn 12 (Tổng công ty Xây dựng Trường Sơn)                     |
| AV         | Binh đoàn 11 (Tổng Công ty Thành An)                                |
| AX         | Binh đoàn 16                                                        |
| BB         | Binh chủng Tăng, Thiết giáp                                         |
| BC         | Binh chủng Công binh                                                |
| BH         | Binh chủng Hóa học                                                  |
| BK         | Binh chủng Đặc công                                                 |
| BL         | Bộ Tư lệnh Bảo vệ Lăng Chủ tịch Hồ Chí Minh                         |
| BP         | Binh chủng Pháo binh                                                |
| BS         | Bộ Tư lệnh Cảnh sát Biển (CSB)                                      |
| BT         | Binh chủng Thông tin liên lạc                                       |
| CA         | Tổng Công ty 36                                                     |
| CB         | Ngân hàng Thương mại Cổ phần Quân đội (MB Bank)                     |
| CC         | Tổng Công ty Xăng dầu Quân đội (MIPECORP)                           |
| CD         | Tổng Công ty Xuất nhập khẩu tổng hợp Vạn Xuân (VAXUCO)              |
| CH         | Tổng Công ty Đông Bắc                                               |
| CK         | Tổng Công ty Kinh tế Kỹ thuật Công nghiệp Quốc phòng (GAET)         |
| CM         | Tổng Công ty Thái Sơn                                               |
| CN         | Tổng Công ty Đầu tư Phát triển Nhà và Đô thị (MHDI)                 |
| CP         | Tổng Công ty 319                                                    |
| CT         | Công ty Ứng dụng Kỹ thuật và Sản xuất (TECAPRO)                     |
| CV         | Tổng Công ty Xây dựng Lũng Lô                                       |
| DB         | Tổng Công ty Đông Bắc                                               |
| HA         | Học viện Quốc phòng                                                 |
| HB         | Học viện Lục quân                                                   |
| HC         | Học viện Chính trị                                                  |
| HD         | Học viện Kỹ thuật quân sự (Trường Đại học Kỹ thuật Lê Quý Đôn)      |
| HE         | Học viện Hậu cần                                                    |
| HH         | Học viện Quân y (Trường Đại học Y dược Lê Hữu Trác)                 |
| HL         | Học viện Khoa học Quân sự                                           |
| HN         | Trường Đại học Chính trị                                            |
| HQ         | Trường Đại học Nguyễn Huệ (Trường Sĩ quan Lục quân 2)               |
| HT         | Trường Đại học Trần Quốc Tuấn (Trường Sĩ quan Lục quân 1)           |
| KA         | Quân khu 1                                                          |
| KB         | Quân khu 2                                                          |
| KC         | Quân khu 3                                                          |
| KD         | Quân khu 4                                                          |
| KK         | Quân khu 9                                                          |
| KN         | Đặc khu Quân sự Quảng Ninh                                          |
| KP         | Quân khu 7                                                          |
| KT         | Bộ Tư lệnh Thủ đô Hà Nội                                            |
| KV         | Quân khu 5                                                          |
| ND         | Tổng Công ty Đầu tư Phát triển Nhà và Đô thị (MHDI)                 |
| PA         | Cục Đối ngoại                                                       |
| PC         | Tổng cục Tình báo (Tổng cục II)                                     |
| PG         | Cục Gìn giữ hòa bình Việt Nam (VNDPKO)                              |
| PK         | Ban Cơ yếu Chính phủ                                                |
| PL         | Viên Lịch sử Quân sự Việt Nam                                       |
| PM         | Viện Thiết kế (Công ty TNHH MTV Tư vấn Thiết kế và Đầu tư Xây dựng) |
| PP-10      | Bệnh viện Trung ương Quân đội 108                                   |
| PP-40      | Bệnh viện Quân y 175                                                |
| PP-60      | Viện Y học Cổ truyền Quân đội                                       |
| PT         | Cục Tài chính                                                       |
| PQ         | Viện Khoa học và Công nghệ Quân sự (AMST)                           |
| PX         | Trung tâm Nhiệt đới Việt - Nga                                      |
| PY         | Cục Quân y                                                          |
| QA         | Quân chủng Phòng không - Không quân                                 |
| QB         | Bộ Tư lệnh Bộ đội Biên phòng (VBG)                                  |
| QC         | Bộ Tư lệnh Cảnh sát Biển (VCG)                                      |
| QH         | Hải quân Nhân dân (VPN)                                             |
| QK         | Quân chủng Phòng không - Không quân                                 |
| QM         | Bộ Tư lệnh Tác chiến không gian mạng (Bộ Tư lệnh 86)                |
| QP         | Quân chủng Phòng không - Không quân                                 |
| TC         | Tổng cục Chính trị                                                  |
| TH         | Tổng cục Hậu cần                                                    |
| TK         | Tổng cục Công nghiệp quốc phòng (VDI)                               |
| TM         | Bộ Tổng Tham mưu                                                    |
| TN         | Tổng cục Tình báo (Tổng cục II)                                     |
| TT         | Tổng cục Kỹ thuật                                                   |
| VB         | Binh đoàn 18 (Tổng Công ty Trực thăng Việt Nam - VNH)               |
| VK         | Ủy ban Quốc gia Ứng phó Sự cố, Thiên tai và Tìm kiếm Cứu nạn        |
| VT         | Tập đoàn Công nghiệp - Viễn thông Quân đội (Viettel)                |

## Biển số 80
Biển xe có 2 mã số đầu là 80 do Cục Cảnh sát Giao thông (C08) thuộc Bộ Công an cấp cho hầu hết các cơ quan Trung ương hoặc thuộc Trung ương quản lý. Biển số có mã 80A/B/C. Các cơ quan được biết là được cấp biển số xe này là:
1. Các ban của Trung ương Đảng
2. Văn phòng Chủ tịch nước
3. Văn phòng Quốc hội
4. Văn phòng Chính phủ
5. Bộ Công an
6. Xe phục vụ các uỷ viên Trung ương Đảng công tác tại Hà Nội và các thành viên Chính phủ
7. Bộ Ngoại giao (bao gồm biến xe nước ngoài của Đại sứ, người đứng đầu các tổ chức Liên hợp quốc)
8. Tòa án Nhân dân Tối cao
9. Viện Kiểm sát nhân dân Tối cao
10. Thông tấn xã Việt Nam
11. Báo Nhân dân
12. Thanh tra Nhà nước
13. Học viện Chính trị quốc gia
14. Ban quản lý Lăng Chủ tịch Hồ Chí Minh, Bảo tàng, Khu di tích lịch sử Hồ Chí Minh
15. Trung tâm lưu trữ quốc gia
16. Uỷ ban Dân số kế hoạch hoá gia đình (trước đây)
17. Tổng công ty Dầu khí Việt Nam
18. Uỷ ban Chứng khoán Nhà nước
19. Cục Hàng không Dân dụng Việt Nam
20. Kiểm toán Nhà nước
21. Đoàn Thanh niên Cộng sản Hồ Chí Minh
22. Ngân hàng Nhà nước Việt Nam
23. Đài Truyền hình Việt Nam
24. Hãng phim truyện Việt Nam
25. Đài Tiếng nói Việt Nam
26. Bộ Thông tin và Truyền thông (Việt Nam)

## Biển số Bộ Ngoại giao
| STT | Biển số                                                           | Ký hiệu đặc biệt | Chức năng | Chức năng |
| --- | ----------------------------------------------------------------- | --- | --- | --- |
| 1   | Nền màu trắng, số màu đen, có sêri ký hiệu NG (Ngoại giao) màu đỏ | Không | Xe của cơ quan đại diện ngoại giao, cơ quan lãnh sự                                                                                        | Xe của nhân viên nước ngoài mang chứng minh thư ngoại giao của cơ quan đó                                                                             |
| 1   | Nền màu trắng, số màu đen, có sêri ký hiệu NG (Ngoại giao) màu đỏ | Có thứ tự đăng ký là số 01 và thêm gạch màu đỏ đè ngang lên giữa các chữ số chỉ quốc tịch và thứ tự đăng ký                      | Xe của cơ quan đại diện ngoại giao, cơ quan lãnh sự                                                                                        | Xe của Đại sứ (hai chữ số đầu là 80) và Tổng Lãnh sự (hai chữ số đầu là tỉnh thành nơi đặt Tổng Lãnh sự quán)                                         |
| 1   | Nền màu trắng, số màu đen, có sêri ký hiệu NG (Ngoại giao) màu đỏ | Có thứ tự đăng ký là số 02 trở lên và thêm gạch màu đỏ đè ngang lên giữa các chữ số chỉ quốc tịch và thứ tự đăng ký              | Xe của cơ quan đại diện ngoại giao, cơ quan lãnh sự                                                                                        | Xe của các thành viên Đại sứ quán (hai chữ số đầu là 80) và các thành viên Tổng Lãnh sự quán (hai chữ số đầu là tỉnh thành nơi đặt Tổng Lãnh sự quán) |
| 2   | Nền màu trắng, số màu đen, có sêri ký hiệu QT (Quốc tế) màu đỏ    | Không | Xe của cơ quan đại diện của tổ chức quốc tế                                                                                                | Xe của nhân viên nước ngoài mang chứng minh thư ngoại giao của tổ chức đó                                                                             |
| 2   | Nền màu trắng, số màu đen, có sêri ký hiệu QT (Quốc tế) màu đỏ    | Có hai chữ số đầu là 80 và thêm gạch màu đỏ đè ngang lên giữa các chữ số chỉ ký hiệu xe của tổ chức quốc tế đó và thứ tự đăng ký | Xe của cơ quan đại diện của tổ chức quốc tế                                                                                                | Xe của người đứng đầu cơ quan đại diện các tổ chức của Liên hợp quốc tại Việt Nam                                                                     |
| 3   | Nền màu trắng, chữ, Số màu đen, có sêri ký hiệu CV (Công vụ)      | Không | Xe của các nhân viên hành chính kỹ thuật mang chứng minh thư công vụ của các cơ quan đại diện ngoại giao, cơ quan lãnh sự, tổ chức quốc tế | Xe của các nhân viên hành chính kỹ thuật mang chứng minh thư công vụ của các cơ quan đại diện ngoại giao, cơ quan lãnh sự, tổ chức quốc tế            |
| 4   | Nền màu trắng, chữ, Số màu đen, có ký hiệu NN (Nước ngoài)        | Không | Xe của tổ chức, văn phòng đại diện, cá nhân nước ngoài (trừ các đối tượng nêu trên)                                                        | Xe của tổ chức, văn phòng đại diện, cá nhân nước ngoài (trừ các đối tượng nêu trên)                                                                   |

Biển xe có mã số đầu theo địa phương (tỉnh, thành) đăng ký và 2 ký tự NN (nước ngoài), NG (ngoại giao), CV (công vụ) hoặc QT (quốc tế) cùng dãy số, do Cục Cảnh sát Giao thông đường bộ, đường sắt (C67) thuộc Bộ Công an, cấp cho các cá nhân, tổ chức có yếu tố nước ngoài, trên cơ sở sự đề xuất của Đại sứ quán nước đó và sự đồng ý của Bộ Ngoại giao. Nền biển màu trắng, chữ và số màu đen, (riêng ký tự NG và QT màu đỏ), bao gồm:
- Hai chữ số đầu: thể hiện địa điểm đăng ký (tỉnh/thành)
- Ba chữ số tiếp theo: mã nước (quốc tịch người đăng ký)
- Mã hai ký tự NN, NG, CV hoặc QT. Nếu biển có gạch màu đỏ chạy ngang qua hai chữ cái đấy, nó thể hiện mức độ cao hơn của mỗi dòng biển đó (cấm xâm phạm dù bất cứ tình huống nào).
- Hai chữ số của phương tiện (đối với xe máy là ba chữ số)

Ký hiệu mã quốc gia xe ô tô, mô tô của tổ chức, cá nhân nước ngoài
| Mã quốc gia (tổ chức) | Quốc gia (tổ chức)                      |
| --------------------- | --------------------------------------- |
| 001-005               | Áo                                      |
| 006-010               | Albania                                 |
| 011-015               | Vương quốc Liên hiệp Anh và Bắc Ireland |
| 016-020               | Ai Cập                                  |
| 021-025               | Azerbaijan                              |
| 026-030               | Ấn Độ                                   |
| 031-035               | Angola                                  |
| 036-040               | Afghanistan                             |
| 041-045               | Algeria                                 |
| 046-050               | Argentina                               |
| 051-055               | Armenia                                 |
| 056-060               | Iceland                                 |
| 061-065               | Bỉ                                      |
| 066-070               | Ba Lan                                  |
| 071-075               | Bồ Đào Nha                              |
| 076-080               | Bulgaria                                |
| 081-085               | Burkina Faso                            |
| 086-090               | Brazil                                  |
| 091-095               | Bangladesh                              |
| 096-100               | Belarus                                 |
| 101-105               | Bolivia                                 |
| 106-110               | Benin                                   |
| 111-115               | Brunei                                  |
| 116-120               | Burundi                                 |
| 121-125               | Cuba                                    |
| 126-130               | Bờ Biển Ngà                             |
| 131-135               | Cộng hoà Congo                          |
| 136-140               | Cộng hoà Dân chủ Congo                  |
| 141-145               | Chile                                   |
| 146-150               | Colombia                                |
| 151-155               | Cameroon                                |
| 156-160               | Canada                                  |
| 161-165               | Kuwait                                  |
| 166-170               | Cambodia                                |
| 171-175               | Kyrgyzstan                              |
| 176-180               | Qatar                                   |
| 181-185               | Cape Verde                              |
| 186-190               | Costa Rica                              |
| 191-195               | Đức                                     |
| 196-200               | Zambia                                  |
| 201-205               | Zimbabwe                                |
| 206-210               | Đan Mạch                                |
| 211-215               | Ecuador                                 |
| 216-220               | Eritrea                                 |
| 221-225               | Ethiopia                                |
| 226-230               | Estonia                                 |
| 231-235               | Guyana                                  |
| 236-240               | Gabon                                   |
| 241-245               | Gambia                                  |
| 246-250               | Djibouti                                |
| 251-255               | Gruzia                                  |
| 256-260               | Jordan                                  |
| 261-265               | Guinea                                  |
| 266-270               | Ghana                                   |
| 271-275               | Guinea-Bissau                           |
| 276-280               | Grenada                                 |
| 281-285               | Guinea Xích đạo                         |
| 286-290               | Guatemala                               |
| 291-295               | Hungary                                 |
| 296-300, 771-775      | Hoa Kỳ                                  |
| 301-305               | Hà Lan                                  |
| 306-310               | Hy Lạp                                  |
| 311-315               | Jamaica                                 |
| 316-320               | Indonesia                               |
| 321-325               | Iran                                    |
| 326-330               | Iraq                                    |
| 331-335               | Ý                                       |
| 336-340               | Israel                                  |
| 341-345               | Kazakhstan                              |
| 346-350               | Lào                                     |
| 351-355               | Liban                                   |
| 356-360               | Libya                                   |
| 361-365               | Luxembourg                              |
| 366-370               | Litva                                   |
| 371-375               | Latvia                                  |
| 376-380               | Myanmar                                 |
| 381-385               | Mông Cổ                                 |
| 386-390               | Mozambique                              |
| 391-395               | Madagascar                              |
| 396-400               | Moldova                                 |
| 401-405               | Maldives                                |
| 406-410               | Mexico                                  |
| 411-415               | Mali                                    |
| 416-420               | Malaysia                                |
| 421-425               | Maroc                                   |
| 426-430               | Mauritania                              |
| 431-435               | Malta                                   |
| 436-440               | Quần đảo Marshall                       |
| 441-445               | Nga                                     |
| 446-450, 776-780      | Nhật Bản                                |
| 451-455               | Nicaragua                               |
| 456-460               | New Zealand                             |
| 461-465               | Niger                                   |
| 466-470               | Nigeria                                 |
| 471-475               | Namibia                                 |
| 476-480               | Nepal                                   |
| 481-485               | Nam Phi                                 |
| 486-490               | Nam Tư                                  |
| 491-495               | Na Uy                                   |
| 496-500               | Oman                                    |
| 501-505               | Úc                                      |
| 506-510               | Pháp                                    |
| 511-515               | Fiji                                    |
| 516-520               | Pakistan                                |
| 521-525               | Phần Lan                                |
| 526-530               | Philippines                             |
| 531-535               | Palestine                               |
| 536-540               | Panama                                  |
| 541-545               | Papua New Guinea                        |
| 546-550               | Tổ chức quốc tế                         |
| 551-555               | Rwanda                                  |
| 556-560               | Romania                                 |
| 561-565               | Chad                                    |
| 566-570               | Cộng hoà Séc                            |
| 571-575               | Síp                                     |
| 576-580               | Tây Ban Nha                             |
| 581-585               | Thuỵ Điển                               |
| 586-590               | Tanzania                                |
| 591-595               | Togo                                    |
| 596-600               | Tajikistan                              |
| 601-605               | Trung Quốc                              |
| 606-610               | Thái Lan                                |
| 611-615               | Turkmenistan                            |
| 616-620               | Tunisia                                 |
| 621-625               | Thổ Nhĩ Kỳ                              |
| 626-630               | Thuỵ Sĩ                                 |
| 631-635               | Cộng hòa Dân chủ Nhân dân Triều Tiên    |
| 636-640               | Hàn Quốc                                |
| 641-645               | Các Tiểu Vương quốc Ả Rập Thống nhất    |
| 646-650               | Samoa                                   |
| 651-655               | Ukraine                                 |
| 656-660               | Uzbekistan                              |
| 661-665               | Uganda                                  |
| 666-670               | Uruguay                                 |
| 671-675               | Vanuatu                                 |
| 676-680               | Venezuela                               |
| 681-685               | Sudan                                   |
| 686-690               | Sierra Leone                            |
| 691-695               | Singapore                               |
| 696-700               | Sri Lanka                               |
| 701-705               | Somalia                                 |
| 706-710               | Senegal                                 |
| 711-715               | Syria                                   |
| 716-720               | Cộng hòa Dân chủ Ả Rập Sahrawi          |
| 721-725               | Seychelles                              |
| 726-730               | São Tomé và Príncipe                    |
| 731-735               | Slovakia                                |
| 736-740               | Yemen                                   |
| 741-745               | Liechtenstein                           |
| 746-750               | Hồng Kông                               |
| 751-755               | Đông Timor                              |
| 756-760               | Liên minh châu Âu                       |
| 761-765               | Ả Rập Xê Út                             |
| 766-770               | Liberia                                 |
| 771-775               | Hoa Kỳ                                  |
| 776-780               | Nhật Bản                                |
| 781-785               | Haiti                                   |
| 786-790               | Peru                                    |
| 791                   | Andorra                                 |
| 792                   | Anguilla                                |
| 793                   | Antigua và Barbuda                      |
| 794                   | Bahamas                                 |
| 795                   | Bahrain                                 |
| 796                   | Barbados                                |
| 797                   | Belize                                  |
| 798                   | Bermuda                                 |
| 799                   | Bhutan                                  |
| 800                   | Bosnia và Herzegovina                   |
| 801-805               | Ireland                                 |
| 806                   | Kenya                                   |
| 807                   | Botswana                                |
| 808                   | Comoros                                 |
| 809                   | Cộng hòa Dominica                       |
| 810                   | Bắc Macedonia                           |
| 811                   | Trung Phi                               |
| 812                   | Croatia                                 |
| 813                   | Curaçao                                 |
| 814                   | Dominica                                |
| 815                   | El Salvador                             |
| 816                   | Honduras                                |
| 817                   | Kiribati                                |
| 818                   | Lesotho                                 |
| 819                   | Micronesia                              |
| 820                   | Malawi                                  |
| 821                   | Mauritius                               |
| 822                   | Monaco                                  |
| 823                   | Montenegro                              |
| 824                   | Nam Sudan                               |
| 825                   | Nauru                                   |
| 826                   | Niue                                    |
| 827                   | Palau                                   |
| 828                   | Paraguay                                |
| 829                   | Quần đảo Cook                           |
| 830                   | Puerto Rico                             |
| 831                   | Quần đảo Bắc Mariana                    |
| 832                   | Quần đảo Solomon                        |
| 833                   | Saint Kitts và Nevis                    |
| 834                   | Saint Lucia                             |
| 835                   | Saint Vincent và Grenadines             |
| 836                   | San Marino                              |
| 837                   | Slovenia                                |
| 838                   | Suriname                                |
| 839                   | Eswatini                                |
| 840                   | Tonga                                   |
| 841                   | Trinidad và Tobago                      |
| 842                   | Tuvalu                                  |
| 843                   | Vatican                                 |
| 885-890               | Đài Loan                                |

## Biển số có kí hiệu riêng
a) Xe của doanh nghiệp quân đội có ký hiệu KT;
b) Xe của các doanh nghiệp có vốn nước ngoài, xe thuê của nước ngoài, xe của công ty nước ngoài trúng thầu có ký hiệu LD;
c) Xe của các ban quản lý dự án do nước ngoài đầu tư có ký hiệu DA;
d) Rơmoóc, sơmi rơmoóc có ký hiệu R hoặc RM;
đ) Xe đăng ký tạm thời có ký hiệu T;
e) Máy kéo có ký hiệu MK;
g) Xe máy điện có ký hiệu MĐ;
h) Xe cơ giới sản xuất, lắp ráp trong nước, được Thủ tướng Chính phủ cho phép triển khai thí điểm có ký hiệu TĐ, kể cả xe chở người 4 bánh có gắn động cơ, xe chở hàng 4 bánh có gắn động cơ;
i) Xe có phạm vi hoạt động hạn chế có ký hiệu HC;
j) Xe chuyên dùng của lực lượng Công an nhân dân sử dụng vào mục đích an ninh có biển số nền màu xanh, chữ và số màu trắng, ký hiệu CD.

## Biển số xe máy định danh (trước sáp nhập)

### TP. Hà Nội - 29
- Quận Ba Đình: 29-BA
- Quận Bắc Từ Liêm: 29-BB
- Quận Cầu Giấy: 29-BC
- Quận Đống Đa: 29-BD
- Quận Hà Đông: 29-BE
- Quận Hai Bà Trưng: 29-BF
- Quận Hoàn Kiếm: 29-BG
- Quận Hoàng Mai: 29-BH
- Quận Long Biên: 29-BK
- Quận Nam Từ Liêm: 29-BL
- Quận Tây Hồ: 29-BM
- Quận Thanh Xuân: 29-BN
- Thị Xã Sơn Tây: 29-BP
- PC08: 29-AA
- Huyện Ba Vì: 29-AD
- Huyện Chương Mỹ: 29-AE
- Huyện Đan Phượng: 29-AF
- Huyện Đông Anh: 29-AG
- Huyện Gia Lâm: 29-AH
- Huyện Hoài Đức: 29-AK
- Huyện Mê Linh: 29-AL
- Huyện Mỹ Đức: 29-AM
- Huyện Phú Xuyên: 29-AN
- Huyện Phúc Thọ: 29-AP
- Huyện Quốc Oai: 29-AS
- Huyện Sóc Sơn: 29-AT
- Huyện Thạch Thất: 29-AU
- Huyện Thanh Oai: 29-AV
- Huyện Thanh Trì: 29-AX
- Huyện Thường Tín: 29-AY
- Huyện Ứng Hòa: 29-AZ

### TP. Hồ Chí Minh - 59
- PC08: 59-AA
- Quận 1: 59-TA
- Quận 3: 59-FA
- Quận 4: 59-CA
- Quận 5: 59-HA Quận 6: 59-KA
- Quận 7: 59-CB
- Quận 8: 59-LA Quận 10: 59-UA
- Quận 11: 59-MA
- Quận 12: 59-GA
- Quận Tân Phú: 59-DB
- Quận Tân Bình: 59-PA
- Quận Bình Tân: 59-NA
- Quận Phú Nhuận: 59-EA
- Quận Bình Thạnh: 59-SA
- Quận Gò Vấp: 59-VA
- Huyện Hóc Môn: 59-YA
- Huyện Củ Chi: 59-YB
- Huyện Nhà Bè: 59-ZA
- Huyện Cần Giờ: 59-ZB
- Huyện Bình Chánh: 59-NB
- Thành phố Thủ Đức: 59-XB

### TP. Đà Nẵng - 43
- PC08: 43-AA
- Quận Hải Châu: 43-AC
- Quận Thanh Khê: 43-AD
- Quận Sơn Trà: 43-AE
- Quận Liên Chiểu: 43-AF
- Quận Cẩm Lệ: 43-AG
- Quận Ngũ Hành Sơn: 43-AH
- Huyện Hòa Vang: 43-AB

### TP. Cần Thơ - 65
- Quận Ninh Kiều: 65-MA
- Quận Cái Răng: 65-AA
- Quận Bình Thủy: 65-CA
- Quận Ô Môn: 65-DB
- Quận Thốt Nốt: 65-EA
- Huyện Phong Điền: 65-FA
- Huyện Thới Lai: 65-GA
- Huyện Cờ Đỏ: 65-HA
- Huyện Vĩnh Thạnh: 65-KA

### Tỉnh Bắc Ninh - 99
- Thành phố Bắc Ninh: 99-AA
- Thành phố Từ Sơn: 99-AB
- Huyện Tiên Du: 99-AC
- Huyện Yên Phong: 99-AD
- Thị xã Quế Võ: 99-AE
- Thị xã Thuận Thành: 99-AF
- Huyện Gia Bình: 99-AH
- Huyện Lương Tài: 99-AK
- PC08 Phòng Cảnh Sát Giao Thông Bắc Ninh: 99-AG

- Những biển số này đã định danh theo thông tư 24/2023/TT-BCA

## Biển số xe 50cc (trước sáp nhập)

### TP. Hà Nội- 29
- (Chưa rõ): 29-AA/AB/AC. Ký hiệu biển 29-AA/AB/AC dùng cho xe 50cc trước Thông tư 24/2023/TT-BCA ( Ngày 1/7/2023 ). Sau thông tư 24 biển số 29-AA/AB/AC sẽ trở thành biển định danh. Các Quận/Huyện còn biển số này sẽ được dùng để đăng ký cho xe từ 50-175cc. Ví dụ: Quận Ba Đình bấm biển 29-AB 900.xx cho xe Vision. Quận Hoàn Kiếm bấm biển 29-AB 189.xx cho xe SH.

### TP. Hồ Chí Minh - 59
- Thành phố Thủ Đức: 59-BA/XA/XB
- Quận 4: 59-CA
- Quận 7: 59-CB
- Quận Tân Phú: 59-DB
- Quận Phú Nhuận: 59-EA
- Quận 3: 59-FA
- Quận 12: 59-GA
- Quận 5: 59-HA
- Quận 6: 59-KA
- Quận 8: 59-LA
- Quận 11: 59-MA
- Quận Bình Tân: 59-NA
- Quận Tân Bình: 59-PA
- Quận Bình Thạnh: 59-SA
- Quận 1: 59-TA
- Quận 10: 59-UA
- Quận Gò Vấp: 59-VA
- Huyện Bình Chánh: 59-NB
- Huyện Hóc Môn: 59-YA
- Huyện Củ Chi: 59-YB
- Huyện Nhà Bè: 59-ZA
- Huyện Cần Giờ: 59-ZB

### An Giang - 67
- Thành phố Long Xuyên: 67-AA
- Thành phố Châu Đốc: 67-AD
- Thị xã Tân Châu: 67-AH
- Thị xã Tịnh Biên: 67-AE
- Huyện Châu Phú: 67-AC
- Huyện Châu Thành: 67-AB
- Huyện An Phú: 67-AF
- Huyện Phú Tân: 67-AK
- Huyện Chợ Mới: 67-AL
- Huyện Thoại Sơn: 67-AM
- Thị xã Tri Tôn: 67-AN

### Bạc Liêu - 94
- Thành phố Bạc Liêu: 94-AB
- Thị xã Giá Rai: 94-AE
- Huyện Đông Hải: 94-AF
- Huyện Phước Long: 94-AH
- Huyện Hồng Dân: 94-AK
- Huyện Vĩnh Lợi: 94-FD
- Huyện Hoà Bình: 94-FE

### Bắc Giang - 98
- Thành phố Bắc Giang: 98-AA
- Thị xã Việt Yên: 98-AH
- Huyện Lục Ngạn: 98-AB
- Huyện Hiệp Hoà: 98-AC
- Huyện Sơn Động: 98-AD
- Huyện Lục Nam: 98-AE
- Huyện Lạng Giang: 98-AF
- Huyện Yên Dũng: 98-AG
- Huyện Tân Yên: 98-AK
- Huyện Yên Thế: 98-AL

### Bến Tre - 71
- TP Bến Tre: 71-AA
- Huyện Châu Thành: 71-AA/AF
- Huyện Giồng Trôm: 71-AA/AG
- Huyện Mỏ Cày Bắc: 71-AA/AH
- Huyện Mỏ Cày Nam: 71-AA/AK
- Huyện Bình Đại: 71-AB
- Huyện Ba Tri: 71-AC
- Huyện Thạnh Phú: 71-AD
- Huyện Chợ Lách: 71-AE

### Bình Định - 77
- Thành phố Quy Nhơn: 77AA
- Thị xã An Nhơn: 77-AE
- Thị xã Hoài Nhơn: 77-AB
- Huyện Hoài Ân: 77-AH
- Huyện An Lão: 77-AK
- Huyện Phù Mỹ: 77-AC
- Huyện Phù Cát: 77-AD
- Huyện Tuy Phước: 77-AF
- Huyện Tây Sơn: 77-AG
- Huyện Vĩnh Thạnh: 77-AN
- Huyện Vân Canh: 77-AM

### Cà Mau - 69
- Thành phố Cà Mau: 69-AA/AB
- Huyện Thới Bình: 69-AC
- Huyện Cái Nước: 69-AD
- Huyện Đầm Dơi: 69-AE
- Huyện U Minh: 69-AF
- Huyện Phú Tân: 69-KA
- Huyện Ngọc Hiển: 69-AK
- Huyện Năm Căn: 69-AL
- Huyện Trần Văn Thời: 69-AM

### TP. Cần Thơ - 65
- Quận Ninh Kiều: 65-MA
- Quận Cái Răng: 65-AA
- Quận Bình Thủy: 65-CA
- Quận Ô Môn: 65-DB
- Quận Thốt Nốt: 65-EA
- Huyện Phong Điền: 65-FA
- Huyện Thới Lai: 65-GA
- Huyện Cờ Đỏ: 65-HA
- Huyện Vĩnh Thạnh: 65-KA
- Những biển số này định danh theo thông tư 24/2023/TT-BCA

### Quảng Ngãi - 76
- Thành phố Quảng Ngãi: 76-AA/AU/AV
- Thị xã Đức Phổ: 76-AH
- Huyện Bình Sơn: 76-AB
- Huyện Sơn Tịnh: 76-AC
- Huyện Tư Nghĩa: 76-AD
- Huyện Nghĩa Hành: 76-AE
- Huyện Mộ Đức: 76-AF
- Huyện Ba Tơ: 76-AK
- Huyện Minh Long: 76-AL
- Huyện Sơn Hà: 76-AM
- Huyện Sơn Tây: 76-AN
- Huyện Trà Bồng: 76-AP/AS
- Huyện đảo Lý Sơn: 76-AT
- PC08: 76-OA (Chưa xác minh)

### Đắk Lắk - 47
- Thành phố Buôn Ma Thuột: 47-AA/AB/AC/AD
- Thị xã Buôn Hồ: 47-AB/AC/AE
- Huyện Cư Kuin: 47-AB/AC/AF
- Huyện Lăk: 47-AB/AC/AG
- Huyện Krông Bông: 47-AB/AC/AH
- Huyện Krông Pắc: 47-AB/AC/AK
- Huyện EaKar: 47-AB/AC/AL
- Huyện M'Drăk: 47-AB/AC/AM
- Huyện Krông Năng: 47-AB/AC/AN
- Huyện Krông Búk: 47-AB/AC/AP
- Huyện Ea H'leo: 47-AB/AC/AS
- Huyện Cư M'gar: 47-AB/AC/AT
- Huyện Buôn Đôn: 47-AB/AC/AU
- Huyện Ea Sup: 47-AB/AC/AV
- Huyện Krông Ana: 47-AB/AC/AX

Những biển số này định danh theo thông tư. 47-AA được cấp cho phòng PC08. Các biển số cho xe 50cc cũ như AB, AC vẫn tiếp tục bấm như bình thường. Khi hết biển, tiếp tục bấm biển số định danh mới dựa theo nơi cấp. Ví dụ: Huyện Eakar bốc biển AL.

### Đồng Nai - 60
- Thành phố Biên Hòa: 60-AA
- Thành phố Long Khánh: 60-AB
- Huyện Tân Phú: 60-AC
- Huyện Định Quán: 60-AD
- Huyện Xuân Lộc: 60-AE
- Huyện Cẩm Mỹ: 60-AF
- Huyện Thống Nhất: 60-AH
- Huyện Trảng Bom: 60-AK
- Huyện Vĩnh Cửu: 60-AL
- Huyện Long Thành: 60-AM
- Huyện Nhơn Trạch: 60-AN

### Đồng Tháp - 66
- Thành phố Cao Lãnh: 66-PA
- Thành phố Sa Đéc: 66-SA
- Thành phố Hồng Ngự: 66-HA
- Huyện Tân Hồng: 66-KA
- Huyện Hồng Ngự: 66-GA
- Huyện Tam Nông: 66-NA
- Huyện Thanh Bình: 66-BA
- Huyện Tháp Mười: 66-MA
- Huyện Cao Lãnh: 66-FA
- Huyện Lấp Vò: 66-VA
- Huyện Lai Vung: 66-LA
- Huyện Châu Thành: 66-CA

### Hà Giang - 23
- Thành phố Hà Giang: 23-AA/AC
- Huyện Bắc Quang: 23-AB
- Huyện Đồng Văn: 23-AD
- Huyện Bắc Mê: 23-AE
- Huyện Hoàng Su Phì: 23-AH
- Huyện Quang Bình: 23-AK
- Huyện Mèo Vạc: 23-AM
- Huyện Quản Bạ: 23-AU
- Huyện Vị Xuyên: 23-AV
- Huyện Xín Mần: 23-AX
- Huyện Yên Minh: 23-AY

### Ninh Bình - 35
- Thành Phố Hoa Lư: 35-AA/AH/AS (Chưa Xác Minh)
- Thành Phố Tam Điệp: 35-AD
- Huyện Gia Viễn: 35-AC
- Huyện Kim Sơn: 35-AK
- Huyện Nho Quan: 35-AN
- Huyện Yên Khánh: 35-AE
- Huyện Yên Mô: 35-AF

### Hà Tĩnh - 38
- TP Hà Tĩnh: 38-AP
- Thị xã Hồng Lĩnh: 38-AF
- Thị xã Kỳ Anh: 38-AK
- Huyện Hương Khê: 38-AB
- Huyện Can Lộc: 38-AC
- Huyện Đức Thọ: 38-AA
- Huyện Vũ Quang: 38-AE
- Huyện Hương Sơn: 38-AS
- Huyện Kỳ Anh: 38-AG
- Huyện Lộc Hà: 38-AL
- Huyện Thạch Hà: 38-AM
- Huyện Nghi Xuân: 38-AN
- Huyện Cẩm Xuyên: 38-AX

### Hải Phòng - 15
- Quận Hồng Bàng: 15-AA/AG
- Quận Ngô Quyền: 15-AP
- Quận Lê Chân: 15-AA/AS
- Quận Hải An: 15-AT
- Quận An Dương: 15-AB
- Huyện An Lão: 15-AC
- Huyện đảo Cát Hải: 15-AD
- Huyện Kiến Thuỵ: 15-AE
- Huyện Thủy Nguyên: 15-AF
- Huyện Tiên Lãng: 15-AH
- Huyện Vĩnh Bảo: 15-AK
- Quận Dương Kinh: 15-AL
- Quận Đồ Sơn: 15-AM
- Quận Kiến An: 15-AN

### Hậu Giang - 95
- Thành phố Vị Thanh: 95-AA
- Thành phố Ngã Bảy  95-MA
- Thị xã Long Mỹ  95-LA
- Huyện Vị Thủy: 95-XA
- Huyện Long Mỹ: 95-NA
- Huyện Phụng Hiệp: 95-EA
- Huyện Châu Thành: 95-RA
- Huyện Châu Thành A: 95-HA

### Hòa Bình - 28
- Thành phố Hòa Bình: 28-FZ
- Huyện Kim Bôi: 28-FB
- Huyện Cao Phong: 28-FC
- Huyện Đà Bắc: 28-FD
- Huyện Tân Lạc: 28-FE
- Huyện Yên Thủy: 28-FF
- Huyện Lương Sơn: 28-FS
- Huyện Lạc Thủy: 28-FL
- Huyện Mai Châu: 28-FM
- Huyện Lạc Sơn: 28-FN

Khác với các tỉnh thành bắt đầu bằng A, hoặc kết thúc bằng A, Hòa Bình định danh biển số với F.

### Thái Bình- 17
- Tất cả: 17-Ax (x gồm các chữ cái gồm: B C D E F G H K L M N P S T U V X Y Z)

### Kiên Giang - 68
- Thành phố Rạch Giá: 68-AA/AB
- Thành phố Hà Tiên: 68-TA
- Thành phố Phú Quốc: 68-MA
- Huyện An Biên: 68-CA
- Huyện Châu Thành: 68-BA
- Huyện Hòn Đất: 68-NA
- Huyện Gò Quao: 68-HA
- Huyện Giang Thành: 68-SA
- Huyện Giồng Riềng: 68-KA/KB
- Huyện Kiên Lương: 68-PA
- Huyện U Minh Thượng: 68-EA
- Huyện An Minh: 68-FA
- Huyện Vĩnh Thuận: 68-GA
- Huyện đảo Kiên Hải: 68-UA (chưa xác minh)
- Huyện Tân Hiệp: 68-LA

Lào Cai - 24
Thành Phố Lào Cai: 24-HB
Huyện Văn Bàn: 24-HY/LH
- Tất cả: 24-Ax (x gồm các chữ cái gồm: A B C D E F G H K L M N P S T U V X Y Z)

### Lạng Sơn - 12
- Thành phố Lạng Sơn: 12-PA
- Huyện Bình Gia: 12-BA
- Huyện Cao Lộc: 12-FA
- Huyện Hữu Lũng: 12-HA
- Huyện Lộc Bình: 12-LA
- Huyện Bắc Sơn: 12-SA
- Huyện Tràng Định: 12-TA
- Huyện Văn Quan: 12-UA
- Huyện Văn Lãng: 12-VA
- Huyện Chi Lăng: 12-XA
- Huyện Đình Lập: 12-ZA

### Lâm Đồng - 49
- Thành phố Đà Lạt: 49-AA
- Đam Rông 49-AB
- Lâm Hà 49-AC
- Đức Trọng 49-AD
- Đơn Dương 49-AE
- Di Linh 49-AF
- Bảo Lâm 49-AH
- Bảo Lộc 49-AK
- Đạ Huoai 49-AL
- Đạ Tẻh 49-AM
- Cát Tiên 49-AN
- Lạc Dương 49-AP

### Sóc Trăng - 83
- Thành phố Sóc Trăng: 83-PT
- Thị xã Ngã Năm: 83-EA
- Thị xã Vĩnh Châu: 83-VK
- Huyện Kế Sách: 83-CA
- Huyện Cù Lao Dung: 83-DB
- Huyện Mỹ Xuyên: 83-XL
- Huyện Châu Thành: 83-GE
- Huyện Mỹ Tú: 83-MF
- Huyện Trần Đề: 83-YM
- Huyện Long Phú: 83-ZY
- Huyện Thạnh Trị: 83-TG

Sóc Trăng với biển số định danh hoàn toàn không theo 1 nguyên tắc cụ thể.

### Sơn La - 26
- Thành phố Sơn La: 26-AA/AB
- Huyện Yên Châu: 26-AA
- Huyện Mộc Châu: 26-AC
- Huyện Mai Hồ: 26-AD
- Huyện Thuận Châu: 26-AE
- Huyện Mường La: 26-AF
- Huyện Sông Mã: 26-AG
- Huyện Sốp Cộp: 26-AH
- Huyện Quỳnh Nhai: 26-AK
- Huyện Phù Yên: 26-AL
- Huyện Bắc Yên: 26-AM
- Huyện Vân Hồ: 26-AP

### TP. Huế - 75
- Tất cả: 75-Ax (x gồm các chữ cái gồm: B C D E F G H K L M N P S T U V X Y Z)

### Thái Nguyên - 20
- Thành phố Thái Nguyên: 20-AA
- Thành phố Sông Công: 20-AB
- Thành phố Phổ Yên: 20-AD
- Huyện Đồng Hỷ: 20-AC
- Huyện Võ Nhai: 20-AE
- Huyện Phú Bình: 20-AF
- Huyện Phú Lương: 20-AG
- Huyện Đại Từ: 20-AH
- Huyện Định Hóa: 20-AK

### Tiền Giang - 63
- Thành phố Mỹ Tho: 63-AS
- Thị xã Cai Lậy: 63-AB
- Thành phố Gò Công: 63-AF
- Huyện Cái Bè: 63-AN
- Huyện Châu Thành: 63-AC
- Huyện Chợ Gạo: 63-AD
- Huyện Gò Công Tây: 63-AE
- Huyện Gò Công Đông: 63-AH
- Huyện Tân Phú Đông: 63-AL
- Huyện Tân Phước: 63-AK
- Huyện Cai Lậy: 63-AM

### Tuyên Quang - 22
- Thành phố Tuyên Quang: 22-AA/AB/AE
- Huyện Chiêm Hóa: 22-FA/VH
- Huyện Sơn Dương: 22-SA
- Huyện Hàm Yên: 22-YA
- Huyện Na Hang: 22-NA
- Huyện Yên Sơn: 22-TA
- Huyện Lâm Bình: 22-LA

(22-VH Chiêm Hóa Chưa Xác Minh, 22-AE Tuyên Quang Chưa Xác Minh, Chưa sử dụng)

### Vĩnh Phúc - 88
- Thành phố Vĩnh Yên: 88-AC
- Thành phố Phúc Yên: 88-AB/AV/AZ
- Huyện Sông Lô: 88-AB
- Huyện Lập Thạch: 88-AD
- Huyện Tam Đảo: 88-AE
- Huyện Yên Lạc: 88-AF
- Huyện Bình Xuyên: 88-AG
- Huyện Tam Dương: 88-AK
- Huyện Vĩnh Tường: 88-AL

(88-AV; 88-AZ chưa xác minh, chưa rõ, chưa sử dụng)

### Trà Vinh - 84
- Thành phố Trà Vinh: 84-AA/BA/CA
- Thị xã Duyên Hải: 84-AE
- Huyện Châu Thành: 84-AC
- Huyện Cầu Ngang: 84-AD
- Huyện Trà Cú: 84-AF
- Huyện Tiểu Cần: 84-HA
- Huyện Càng Long: 84-AH
- Huyện Duyên Hải: 84-AL

### Vĩnh Long - 64
- Thành phố Vĩnh Long: 64-AA/BA/CA
- Thị xã Bình Minh: 64-HA/HB
- Huyện Long Hồ: 64-AC
- Huyện Vũng Liêm: 64-DA/DB
- Huyện Tam Bình: 64-EA
- Huyện Trà Ôn: 64-FA
- Huyện Mang Thít: 64-GA
- Huyện Bình Tân: 64-KA

### Quảng Trị - 74
- Huyện Vĩnh Linh: 74-AA
- Huyện Gio Linh: 74-AB
- Thành phố Đông Hà: 74-AC
- Huyện Triệu Phong: 74-AD
- Thị xã Quảng Trị: 74-AE
- Huyện Hướng Hóa: 74-AH
- Huyện Đakrông: 74-AK
- Huyện Hải Lăng: 74-AF
- Huyện Cam Lộ: 74-AG

### Khánh Hòa - 79
- Thành phố Nha Trang: 79-NA
- Thành phố Cam Ranh: 79-CA
- Thị xã Ninh Hòa: 79-HA
- Huyện Diên Khánh: 79-DA/DB
- Huyện Vạn Ninh: 79-VA
- Huyện Khánh Vĩnh: 79-XA
- Huyện Cam Lâm: 79-ZA

### Yên Bái - 21
- Thành phố Yên Bái: 21-AA/BA
- Thị xã Nghĩa Lộ: 21-LA
- Huyện Lục Yên: 21-CA
- Huyện Yên Bình: 21-EA
- Huyện Trấn Yên: 21-GA
- Huyện Mù Cang Chải: 21-HA
- Huyện Văn Chấn: 21-LA
- Huyện Trạm Tấu: 21-KA
- Huyện Văn Yên: 21-EA

## Biển số xe 50-175cc (trước sáp nhập)

### Hà Nội - 29; 30
Đối với biển 4 số cũ của Việt Nam, biển số xe Hà Nội sẽ trải từ 29-33.
- Quận Ba Đình: 29-B1/B2
- Quận Hoàn Kiếm: 29-C1/C2
- Quận Hai Bà Trưng: 29-D1/D2
- Quận Đống Đa: 29-E1/E2/E3
- Quận Tây Hồ: 29-F1
- Quận Thanh Xuân: 29-G1/G2
- Quận Hoàng Mai: 29-H1/H2
- Quận Long Biên: 29-K1/K2
- Quận Nam Từ Liêm: 29-L1/L2
- Quận Bắc Từ Liêm: 29-L5
- Quận Cầu Giấy: 29-P1/P2
- Quận Hà Đông: 29-T1/T2
- Thị xã Sơn Tây: 29-U1
- Huyện Thanh Trì: 29-M1/M2
- Huyện Gia Lâm: 29-N1/N2
- Huyện Đông Anh: 29-S1/S2
- Huyện Sóc Sơn: 29-S6/S7
- Huyện Mê Linh: 29-Z1;30-Z1
- Huyện Ba Vì: 29-V1
- Huyện Phúc Thọ: 29-V3
- Huyện Thạch Thất: 29-V5
- Huyện Quốc Oai: 29-V7
- Huyện Chương Mỹ: 29-X1/X2
- Huyện Đan Phượng: 29-X3
- Huyện Hoài Đức: 29-X5
- Huyện Thanh Oai: 29-X7
- Huyện Mỹ Đức: 29-Y1
- Huyện Ứng Hoà: 29-Y3
- Huyện Thường Tín: 29-Y5
- Huyện Phú Xuyên: 29-Y7

### TP. Hồ Chí Minh - 59; 50
- Thành phố  Thủ Đức: 59-B1/X1/X2/X3/X4; 50-X1
- Quận 4: 59-C1/C3
- Quận 7: 59-C2/C4
- Quận Tân Phú: 59-D1/D2/D3
- Quận Phú Nhuận: 59-E1/E2
- Quận 3: 59-F1/F2
- Quận 12: 59-G1/G2/G3
- Quận 5: 59-H1/H2
- Quận 6: 59-K1/K2
- Quận 8: 59-L1/L2/L3
- Quận 11: 59-M1/M2
- Quận Bình Tân: 59-N1; 50-N1/N2
- Quận Tân Bình: 59-P1/P2/P3
- Quận Bình Thạnh: 59-S1/S2/S3
- Quận 1: 59-T1/T2
- Quận 10: 59-U1/U2
- Quận Gò Vấp: 59-V1/V2/V3
- Huyện Bình Chánh: 59-N2/N3
- Huyện Hóc Môn: 59-Y1; 50-Y1/Y2
- Huyện Củ Chi: 59-Y2/Y3
- Huyện Nhà Bè: 59-Z1
- Huyện Cần Giờ: 59-Z2
- Tổ chức, cá nhân nước ngoài: 51/52/53/56/59-NN
- Tổ chức, cá nhân cơ quan nhà nước: 41-B1, 59-B1

### An Giang - 67
- Thành phố Long Xuyên: 67-B1/B2
- Thành phố Châu Đốc: 67-E1
- Thị xã Tịnh Biên: 67-F1
- Thị xã Tân Châu: 67-H1/H2
- Huyện Châu Thành: 67-C1/C2
- Huyện Châu Phú: 67-D1/D2
- Huyện An Phú: 67-G1
- Huyện Phú Tân: 67-K1/K2
- Huyện Chợ Mới: 67-L1/L2
- Huyện Thoại Sơn: 67-M1/M2
- Huyện Tri Tôn: 67-N1

### Bà Rịa - Vũng Tàu - 72
- Thành phố Vũng Tàu: 72-C1/C2 (Định danh AC)
- Thành phố Bà Rịa: 72-D1 (Định danh AD)
- Thành phố Phú Mỹ: 72-E1/E2 (Định danh AE)
- Huyện Châu Đức: 72-F1 (Định danh AF)
- Huyện Xuyên Mộc: 72-G1 (Định danh AH)
- Huyện Đất Đỏ: 72-H1 (Định danh AK)
- Huyện Long Điền: 72-K1 (Định danh AL)
- Huyện đảo Côn Đảo: 72-L1 (Định danh AM)

(72-B1, 72-N1, 72-T1: ngừng cấp)

### Bạc Liêu - 94
- Thành phố Bạc Liêu: 94-K1/K2 /AB
- Thị xã Giá Rai: 94-D1/D2/AE
- Huyện Đông Hải: 94-B1/B2/AF
- Huyện Vĩnh Lợi: 94-C1/K1/K2/L1/FD
- Huyện Phước Long: 94-E1/AH
- Huyện Hồng Dân: 94-F1/AK
- Huyện Hòa Bình: 94-G1/K1/K2/M1/FE

(94-C1 Vĩnh Lợi ngừng cấp, 94-G1 Hoà Bình ngừng cấp)

### Bắc Giang - 98
- Thành phố Bắc Giang: 98-B1/B2/B3/AA
- Thị xã Việt Yên: 98-K1/AH
- Huyện Yên Thế: 98-C1/AL
- Huyện Hiệp Hòa: 98-D1/D2/AC
- Huyện Lục Ngạn: 98-E1/AB
- Huyện Lục Nam: 98-F1/AE
- Huyện Yên Dũng: 98-G1/AG
- Huyện Tân Yên: 98-H1/AK
- Huyện Sơn Động: 98-L1/AD
- Huyện Lạng Giang: 98-M1/AF

### Bắc Kạn - 97
- Thành phố Bắc Kạn: 97-B1/B2/AA/AB
- Huyện Ba Bể: 97-C1/AK
- Huyện Bạch Thông: 97-D1/AG
- Huyện Chợ Đồn: 97-E1/AE
- Huyện Chợ Mới: 97-F1/AC
- Huyện Na Rì: 97-G1/AD
- Huyện Pắc Nặm: 97-H1/AL
- Huyện Ngân Sơn: 97-K1/AH

### Bắc Ninh - 99
- Thành phố Bắc Ninh: 99-G1, 99-AA
- Thành phố Từ Sơn: 99-B1, 99-AB
- Thị xã Quế Võ: 99-E1, 99-AE
- Thị xã Thuận Thành: 99-F1, 99-AF
- Huyện Tiên Du: 99-C1,99-AC
- Huyện Yên Phong: 99-D1,99-AD
- Huyên Gia Bình: 99-H1, 99-AH
- Huyện Lương Tài: 99-K1,99-AK

### Bến Tre - 71
- Thành phố Bến Tre: 71-B1/B2/B3/B4
- Huyện Châu Thành: 71-B1/B2/B3/B4/G1
- Huyện Giồng Trôm: 71-B1/B2/B3/B4/H1
- Huyện Mỏ Cày Bắc: 71-B1/B2/B3/B4/K1
- Huyện Mỏ Cày Nam: 71-B1/B2/B3/B4/L1
- Huyện Bình Đại: 71-C1
- Huyện Ba Tri: 71-C2
- Huyện Thạnh Phú: 71-C3
- Huyện Chợ Lách: 71-C4

### Bình Dương - 61
- Thành phố Thủ Dầu Một: 61-B1/B2/AA
- Thành phố Thuận An: 61-C1/C2/BA
- Thành phố Dĩ An: 61-D1/D2/CA
- Thành phố Tân Uyên: 61-E1/EA
- Thành phố Bến Cát: 61-G1/GA
- Huyện Phú Giáo: 61-F1/FA
- Huyện Dầu Tiếng: 61-H1/HA
- Huyện Bàu Bàng: 61-K1/KA
- Huyện Bắc Tân Uyên: 61-N1/NA

### Bình Định - 77
- Thành phố Quy Nhơn: 77-L1/L2/AA
- Thị xã An Nhơn: 77-F1/AE
- Thị xã Hoài Nhơn: 77-C1/C2/AB
- Huyện Vân Canh: 77-B1/AM
- Huyện Phù Mỹ: 77-D1/AC
- Huyện Phù Cát: 77-E1/AD
- Huyện Tuy Phước: 77-G1/G2/AF
- Huyện Tây Sơn: 77-H1/AG
- Huyện Hoài Ân: 77-K1/AH
- Huyện An Lão: 77-M1/AK
- Huyện Vĩnh Thạnh: 77-N1/AN

### Bình Phước - 93
- Thành phố Đồng Xoài: 93-P1/P2/P3/PA
- Thị xã Bình Long: 93-E1/EA
- Thị xã Phước Long: 93-K1/KA
- Thị xã Chơn Thành: 93-B1/BA
- Huyện Hớn Quản: 93-C1/CA
- Huyện Phú Riềng: 93-Y1/YA
- Huyện Lộc Ninh: 93-F1/FA
- Huyện Bù Đốp: 93-G1/GA
- Huyện Bù Gia Mập: 93-H1/HA
- Huyện Bù Đăng: 93-L1/LA
- Huyện Đồng Phú: 93-M1/MA

### Bình Thuận - 86
- Thành phố Phan Thiết: 86-C1/C2/AA
- Thị xã La Gi: 86-B6/AH
- Huyện Tuy Phong: 86-B1/AB
- Huyện Bắc Bình: 86-B2/AC
- Huyện Hàm Thuận Bắc: 86-B3/D3/AD
- Huyện Hàm Thuận Nam: 86-B4/AE
- Huyện Hàm Tân: 86-B5/AF
- Huyện Tánh Linh: 86-B7/AK
- Huyện Đức Linh: 86-B8/AL
- Huyện đảo Phú Quý: 86-B9/AM

### Cà Mau - 69
- Thành phố Cà Mau: 69-B1/C1
- Huyện Thới Bình: 69-D1
- Huyện Cái Nước: 69-E1
- Huyện Đầm Dơi: 69-F1
- Huyện U Minh: 69-H1
- Huyện Phú Tân: 69-K1
- Huyện Ngọc Hiển: 69-L1
- Huyện Năm Căn: 69-M1
- Huyện Trần Văn Thời: 69-N1

### Cao Bằng - 11
- Thành phố Cao Bằng: 11-B1/X1/AA
- Huyện Hòa An: 11-H1/AH
- Huyện Trùng Khánh: 11-K1/Y1/AK
- Huyện Bảo Lâm: 11-L1/AL
- Huyện Bảo Lạc: 11-M1/AM
- Huyện Nguyên Bình: 11-N1/AN
- Huyện Hạ Lang: 11-Z1/G1/AG
- Huyện Hà Quảng: 11-S1/AS
- Huyện Quảng Hòa: 11-P1/U1/T1/AU
- Huyện Thạch An: 11-V1/AV

### TP. Cần Thơ - 65
- Quận Ninh Kiều: 65-B1-B2-M1/MA
- Quận Cái Răng: 65-C1-B1-B2-M1/AA
- Quận Bình Thủy: 65-D1/CA
- Quận Ô Môn: 65-E1/DB
- Quận Thốt Nốt: 65-F1/EA
- Huyện Phong Điền: 65-G1/FA
- Huyện Thới Lai: 65-H1/GA
- Huyện Cờ Đỏ: 65-K1/HA
- Huyện Vĩnh Thạnh: 65-L1/KA
- Những biển số này chưa định danh theo thông tư 24/2023/TT-BCA trừ 2 chữ cái sau cùng

### Đà Nẵng - 43
- Quận Hải Châu: 43-B1/C1/C2
- Quận Thanh Khê: 43-D1/D2
- Quận Sơn Trà: 43-E1
- Quận Liên Chiểu: 43-F1
- Quận Cẩm Lệ: 43-G1
- Quận Ngũ Hành Sơn: 43-H1
- Huyện Hòa Vang: 43-K1
- Huyện đảo Hoàng Sa: 43-L1

### Đắk Lắk - 47
- Thành phố Buôn Ma Thuột: 47-B1/B2/B3
- Thị xã Buôn Hồ: 47-C1
- Huyện Ea H'leo: 47-D1
- Huyện Krông Năng: 47-E1
- Huyện EaKar: 47-F1
- Huyện M'Drăk: 47-G1
- Huyện Cư M'gar: 47-H1
- Huyện Krông Bông: 47-K1
- Huyện Krông Ana: 47-L1
- Huyện Krông Pắc: 47-M1/M2
- Huyện Lăk: 47-N1
- Huyện Ea Sup: 47-P1
- Huyện Buôn Đôn: 47-S1
- Huyện Cư Kuin: 47-T1
- Huyện Krông Búk: 47-U1

### Đắk Nông - 48
- Thành phố Gia Nghĩa: 48-B1/AB
- Huyện Krông Nô: 48-C1/AC
- Huyện Cư Jút: 48-D1/AD
- Huyện Đắk Mil: 48-E1/AE
- Huyện Đắk Song: 48-F1/AF
- Huyện Đắk Glong: 48-G1/AG
- Huyện Đắk R'Lấp: 48-H1/AH
- Huyện Tuy Đức: 48-K1/AK

48-AA được cấp cho phòng PC08. Các biển số xe máy như trên cũng vẫn tiếp tục bấm như bình thường. Ví dụ: Huyện Đắk R'Lấp bóc biển AH.

### Điện Biên - 27
- Thành phố Điện Biên Phủ: 27-B1/B2/AA/AE
- Thị xã Mường Lay: 27-X1/AX
- Huyện Tủa Chùa: 27-L1/T1/AT
- Huyện Điện Biên: 27-N1/AN
- Huyện Nậm Pồ: 27-P1/AP/AL
- Huyện Mường Nhé: 27-S1/AS
- Huyện Điện Biên Đông: 27-U1/AU
- Huyện Mường Chà: 27-V1/AV
- Huyện Mường Ảng: 27-Y1/AY
- Huyện Tuần Giáo: 27-Z1/AZ

(27-AE Điện Biên Phủ chưa xác minh, 27-AB được cấp cho phòng PC08 tỉnh Điện Biên)

### Đồng Nai - 60
- Thành phố Biên Hòa: 60-B1/F1/F2/F3/F4
- Thành phố Long Khánh: 60-B2
- Huyện Tân Phú: 60-B3
- Huyện Định Quán: 60-B4/H6
- Huyện Xuân Lộc: 60-B5/H5
- Huyện Cẩm Mỹ: 60-B6
- Huyện Thống Nhất: 60-B7
- Huyện Trảng Bom: 60-B8/H1
- Huyện Vĩnh Cửu: 60-B9
- Huyện Long Thành: 60-C1/G1
- Huyện Nhơn Trạch: 60-C2

### Đồng Tháp - 66
- Thành phố Cao Lãnh: 66-P1/P2
- Thành phố Sa Đéc: 66-S1
- Thành phố Hồng Ngự: 66-H1
- Huyện Thanh Bình: 66-B1
- Huyện Châu Thành: 66-C1
- Huyện Cao Lãnh: 66-F1/F2
- Huyện Hồng Ngự: 66-G1
- Huyện Tân Hồng: 66-K1
- Huyện Lai Vung: 66-L1
- Huyện Tháp Mười: 66-M1
- Huyện Tam Nông: 66-N1
- Huyện Lấp Vò: 66-V1/V2

### Gia Lai - 81
- Thành phố Pleiku: 81-B1/B2/B3/AX
- Thị xã An Khê: 81-G1/AE
- Thị xã Ayun Pa: 81-M1/AL
- Huyện Đắk Đoa: 81-C1/B1/Z1/AA (81-Z1 Chưa xác minh)
- Huyện Phú Thiện: 81-D1/AN
- Huyện Mang Yang: 81-E1/AC
- Huyện Đak Pơ: 81-F1/AD
- Huyện K'Bang: 81-H1/AF
- Huyện Kông Chro: 81-K1/AH
- Huyện Ia Pa: 81-L1/AK
- Huyện Krông Pa: 81-N1/AM
- Huyện Chư Sê: 81-P1/AP
- Huyện Chư Pưh: 81-S1/AG
- Huyện Chư Prông: 81-T1/AS
- Huyện Đức Cơ: 81-U1/AT
- Huyện Ia Grai: 81-V1/AU
- Huyện Chư Păh: 81-X1/AV

### Hà Giang - 23
- Thành phố Hà Giang: 23-B1
- Huyện Bắc Quang: 23-D1
- Huyện Quang Bình: 23-E1
- Huyện Hoàng Su Phì: 23-F1
- Huyện Xín Mần: 23-G1
- Huyện Vị Xuyên: 23-H1
- Huyện Bắc Mê: 23-K1
- Huyện Quản Bạ: 23-L1
- Huyện Yên Minh: 23-M1
- Huyện Đồng Văn: 23-N1
- Huyện Mèo Vạc: 23-P1

### Hà Nam - 90
- Thành phố Phủ Lý: 90-A1/B1/B2/B3/AA/AB
- Thị xã Duy Tiên: 90-D1/AF
- Thị xã Kim Bảng: 90-K1/B7/AK
- Huyện Lý Nhân: 90-B4/AC
- Huyện Bình Lục: 90-B5/AD
- Huyện Thanh Liêm: 90-T1/B6/AE

### Hà Tĩnh - 38
- Thành phố Hà Tĩnh: 38-P1/T1/AP
- Thị xã Hồng Lĩnh: 38-F1/AF
- Thị xã Kỳ Anh: 38-K1/AK
- Huyện Hương Khê: 38-B1/AB
- Huyện Can Lộc: 38-C1/AC
- Huyện Đức Thọ: 38-D1/AA
- Huyện Vũ Quang: 38-E1/AE
- Huyện Hương Sơn: 38-H1/AS
- Huyện Kỳ Anh: 38-G1/AG
- Huyện Lộc Hà: 38-L1/AL
- Huyện Thạch Hà: 38-M1/AM
- Huyện Nghi Xuân: 38-N1/AN
- Huyện Cẩm Xuyên: 38-X1/AX

### Hải Dương - 34
- Thành phố Hải Dương: 34-B1/B2/B3/B4/B5/S1/AA/AS
- Thành phố Chí Linh: 34-C1/AB
- Thị xã Kinh Môn: 34-D1/AC
- Huyện Cẩm Giàng: 34-P1/AM
- Huyện Bình Giang: 34-E1/AN
- Huyện Thanh Miện: 34-F1/AE
- Huyện Gia Lộc: 34-G1/AL
- Huyện Ninh Giang: 34-H1/AD
- Huyện Kim Thành: 34-L1/AH
- Huyện Nam Sách: 34-M1/AG
- Huyện Thanh Hà: 34-K1/AF
- Huyện Tứ Kỳ: 34-N1/AK

### Hải Phòng - 15
- Quận Hồng Bàng: 15-B1/B2/B3/B4 (Định danh AG, AA)
- Quận Ngô Quyền: 15-P1 (Định danh AP)
- Quận Lê Chân: 15-S1 (Định danh AS)
- Quận Hải An: 15-R1 (Định Danh AT)
- Quận An Dương: 15-C1 (Định danh AB)
- Huyện An Lão: 15-D1 (Định danh AC)
- Huyện đảo Cát Hải: 15-E1 (Định danh AD)
- Huyện Kiến Thuỵ: 15-F1 (Định danh AE)
- Thành Phố Thủy Nguyên: 15-G1/G2 (Định danh AF)
- Huyện Tiên Lãng: 15-H1 (Định danh AH)
- Huyện Vĩnh Bảo: 15-K1 (Định danh AK)
- Quận Dương Kinh: 15-L1 (Định danh AL)
- Quận Đồ Sơn: 15-M1 (Định danh AM)
- Quận Kiến An: 15-N1 (Định danh AN)

### Hậu Giang - 95
- Thành phố Vị Thanh: 95-B1/B2/N1
- Thành phố Ngã Bảy  95-F1/M1
- Thị xã Long Mỹ  95-B1/B2/L1
- Huyện Vị Thủy: 95-C1/X1
- Huyện Long Mỹ: 95-D1
- Huyện Phụng Hiệp: 95-E1/E2
- Huyện Châu Thành: 95-G1/R1
- Huyện Châu Thành A: 95-H1

### Hòa Bình - 28
- Thành phố Hòa Bình: 28-H1/K1
- Huyện Kim Bôi: 28-B1
- Huyện Cao Phong: 28-C1
- Huyện Đà Bắc: 28-D1
- Huyện Tân Lạc: 28-E1
- Huyện Yên Thủy: 28-F1
- Huyện Lương Sơn: 28-G1
- Huyện Lạc Thủy: 28-L1
- Huyện Mai Châu: 28-M1
- Huyện Lạc Sơn: 28-N1

### Hưng Yên - 89
- Thành phố Hưng Yên: 89-B1/B2
- Thị xã Mỹ Hào: 89-F1
- Huyện Ân Thi: 89-C1/C2
- Huyện Kim Động: 89-D1/D2
- Huyện Khoái Châu: 89-E1/E2/AK
- Huyện Phù Cừ: 89-G1/G2
- Huyện Tiên Lữ: 89-H1/H2/AT
- Huyện Văn Giang: 89-K1/K2/AF
- Huyện Văn Lâm: 89-L1
- Huyện Yên Mỹ: 89-M1/AE

### Khánh Hòa - 79
- Thành phố Nha Trang: 79-N1/N2/N3/NA
- Thành phố Cam Ranh: 79-C1/CA
- Thị xã Ninh Hòa: 79-H1/H2/HA
- Huyện Diên Khánh: 79-D1/DB
- Huyện Khánh Sơn: 79-K1/SA
- Huyện Vạn Ninh: 79-V1/VA
- Huyện Khánh Vĩnh: 79-X1/KA
- Huyện Cam Lâm: 79-Z1/TA
- Huyện đảo Trường Sa: (Chưa rõ)
- Các biển số nay đã đổi thành biển số định danh 2 chữ theo thông tư 24/2023/TT-BCA.

### Kiên Giang - 68
- Thành phố Rạch Giá: 68-X1/S1
- Thành phố Hà Tiên: 68-H1
- Thành phố Phú Quốc: 68-P1
- Huyện An Biên: 68-B1
- Huyện Châu Thành: 68-C1
- Huyện Hòn Đất: 68-D1
- Huyện Gò Quao: 68-E1
- Huyện Giang Thành: 68-F1
- Huyện Giồng Riềng: 68-G1/G2
- Huyện Kiên Lương: 68-K1
- Huyện U Minh Thượng: 68-L1
- Huyện An Minh: 68-M1
- Huyện Vĩnh Thuận: 68-N1
- Huyện đảo Kiên Hải: 68-S1
- Huyện Tân Hiệp: 68-T1

### Kon Tum - 82
- Thành phố Kon Tum: 82-B1/B2/T1/AA/TA
- Huyện Ia H'Drai: 82-X1/XA
- Huyện Ngọc Hồi: 82-E1/EA
- Huyện Đắk Tô: 82-F1/UA
- Huyện Tu Mơ Rông: 82-G1/GA
- Huyện Đắk Hà: 82-H1/HA
- Huyện Kon Rẫy: 82-K1/KA
- Huyện Kon Plông: 82-L1/LA
- Huyện Sa Thầy: 82-M1/MA
- Huyện Đắk Glei: 82-N1/NA

(82-T1/TA Chưa Xác Minh, Chưa Sử Dụng)

### Lai Châu - 25
- Thành phố Lai Châu: 25-B1/L1/AA/AB/AL/LM
- Huyện Mường Tè: 25-M1/AM
- Huyện Nậm Nhùn: 25-H1/AH
- Huyện Phong Thổ: 25-F1/P1/AP
- Huyện Sìn Hồ: 25-S1/AS
- Huyện Tam Đường: 25-N1/AN
- Huyện Tân Uyên: 25-U1/AU
- Huyện Than Uyên: 25-T1/AT

### Lào Cai - 24
- Thành phố Lào Cai: 24-B1/B2/B3/L1/AA/AL/HB
- Thị xã Sa Pa: 24-S1/AF
- Huyện Mường Khương: 24-P1/AH
- Huyện Bảo Thắng: 24-T1/AE
- Huyện Simacai: 24-U1/AK
- Huyện Văn Bàn: 24-V1/AB
- Huyện Bát Xát: 24-X1/AD
- Huyện Bảo Yên: 24-Y1/AC
- Huyện Bắc Hà: 24-Z1/AG

(24-L1/AL: Chưa xác minh, chưa sử dụng)

### Lạng Sơn - 12
- Thành phố Lạng Sơn: 12-P1/PA
- Huyện Bình Gia: 12-B1/BA
- Huyện Cao Lộc: 12-D1/FA
- Huyện Hữu Lũng: 12-H1/HA
- Huyện Lộc Bình: 12-L1/LA
- Huyện Bắc Sơn: 12-S1/SA
- Huyện Tràng Định: 12-T1/TA
- Huyện Văn Quan: 12-U1/UA
- Huyện Văn Lãng: 12-V1/VA
- Huyện Chi Lăng: 12-X1/XA
- Huyện Đình Lập: 12-Z1/ZA

### Lâm Đồng - 49
- Thành phố Đà Lạt: 49-B1/B2
- Thành phố Bảo Lộc: 49-K1/S1
- Huyện Đam Rông: 49-C1
- Huyện Lâm Hà: 49-D1
- Huyện Đức Trọng: 49-E1/E2
- Huyện Đơn Dương: 49-F1
- Huyện Di Linh: 49-G1
- Huyện Bảo Lâm: 49-H1
- Huyện Đạ Huoai: 49-L1
- Huyện Đạ Tẻh: 49-M1
- Huyện Cát Tiên: 49-N1
- Huyện Lạc Dương: 49-P1

### Long An - 62
- Thành phố Tân An: 62-B1/AA
- Huyện Tân Hưng: 62-C1/AB
- Huyện Vĩnh Hưng: 62-D1/AC
- Huyện Mộc Hoá: 62-T1/AD
- Huyện Tân Thạnh: 62-E1/AE
- Huyện Thạnh Hoá: 62-F1/AF
- Huyện Thủ Thừa: 62-G1/AG
- Thị xã Kiến Tường: 62-U1/AH
- Huyện Tân Trụ: 62-H1/AK
- Huyện Châu Thành: 62-K1/AL
- Huyện Cần Đước: 62-L1/AM
- Huyện Cần Giuộc: 62-M1/M2/AN
- Huyện Bến Lức: 62-N1/AP
- Huyện Đức Hoà: 62-P1/P2/AR
- Huyện Đức Huệ: 62-S1/AS

Hiện các biển 62-B1, C1, D1, E1, F1, G1, H1, K1, L1, M1-M2, N1, P1-P2, S1, T1, U1 đã ngừng cấp để chuyển sang biển số định danh (2 chữ cái).

### Nam Định - 18
- Thành phố Nam Định: 18-B1/B2/B3/BA
- Huyện Mỹ Lộc: 18-B1/B2/M1/MA
- Huyện Vụ Bản: 18-C1/CA
- Huyện Ý Yên: 18-D1/DA
- Huyện Trực Ninh: 18-E1/EA
- Huyện Xuân Trường: 18-F1/FA
- Huyện Giao Thủy: 18-G1/GA
- Huyện Hải Hậu: 18-H1/HA
- Huyện Nam Trực: 18-K1/KA
- Huyện Nghĩa Hưng: 18-L1/LA

### Nghệ An - 37
- Thành phố Vinh: 37-B1/B2/B3/CA/LA
- Thị xã Hoàng Mai: 37-L1/L2(5xx.xx-9xx.xx)/BA
- Thị xã Thái Hòa: 37-H1(5xx.xx-9xx.xx)/GA
- Thị xã Cửa Lò: 37-S1/SA
- Huyện Con Cuông: 37-C1/AU
- Huyện Tương Dương: 37-D1(0xx.xx-4xx.xx)/TA
- Huyện Đô Lương: 37-D1/D2(5xx.xx-9xx.xx)/AN
- Huyện Thanh Chương: 37-E1/EA
- Huyện Diễn Châu: 37-F1/F2/F3(5xx.xx-9xx.xx)/AF
- Huyện Quỳ Châu: 37-G1(0xx.xx-4xx.xx)/MA
- Huyện Nghĩa Đàn: 37-G1(5xx.xx-9xx.xx)/GA
- Huyện Quỳ Hợp: 37-H1/H2(0xx.xx-4xx.xx)/AS
- Huyện Kỳ Sơn: 37-K1(0xx.xx-4xx.xx)/AE
- Huyện Nghi Lộc: 37-K1/K2(5xx.xx-9xx.xx)/AG
- Huyện Quỳnh Lưu: 37-L1/L2/L3(0xx.xx-4xx.xx)/AC
- Huyện Anh Sơn: 37-M1(0xx.xx-4xx.xx)/AH
- Huyện Nam Đàn: 37-M1/M2(5xx.xx-9xx.xx)/AL
- Huyện Tân Kỳ: 37-N1/N2(0xx.xx-4xx.xx)/AT
- Huyện Hưng Nguyên: 37-N1/N2(5xx.xx-9xx.xx)/NA
- Huyện Yên Thành: 37-P1/PA
- Huyện Quế Phong: 37-F1(0xx.xx-4xx.xx)/AK

### Ninh Bình - 35
- Thành phố Hoa Lư: 35-B1/B2/B3/H1/S1/AA/AH/AS
- Thành phố Tam Điệp: 35-D1/T1/AD
- Huyện Gia Viễn: 35-C1/G1/AC
- Huyện Kim Sơn: 35-K1/AK
- Huyện Nho Quan: 35-N1/AN
- Huyện Yên Mô: 35-F1/M1/AF
- Huyện Yên Khánh: 35-E1/Y1/AE

(35-S1/AS Chưa Xác Minh)

### Ninh Thuận - 85
- Thành phố Phan Rang - Tháp Chàm: 85-B1/AA
- Huyện Ninh Hải: 85-C1/CA
- Huyện Ninh Phước: 85-D1/NP/Tx (x bao gồm những chữ cái A B C D E F G H K L M N)
- Huyện Thuận Nam: 85-E1/EA
- Huyện Ninh Sơn: 85-F1/FA
- Huyện Bác Ái: 85-G1/GA
- Huyện Thuận Bắc: 85-H1/HA

85-Tx (x bao gồm những chữ cái A B C D E F G H K L M N): Chưa xác minh, chưa sử dụng

### Phú Thọ - 19
- Thành phố Việt Trì: 19-B1/AA
- Thị xã Phú Thọ: 19-M1/AL
- Huyện Thanh Sơn: 19-C1/AB
- Huyện Tân Sơn: 19-D1/AC
- Huyện Đoan Hùng: 19-E1/AD
- Huyện Hạ Hòa: 19-F1/AE
- Huyện Cẩm Khê: 19-G1/AF
- Huyện Yên Lập: 19-H1/AG
- Huyện Thanh Ba: 19-K1/U1/AH
- Huyện Thanh Thủy: 19-L1/AK
- Huyện Tam Nông: 19-N1/AM
- Huyện Phù Ninh 19-P1/AN
- Huyện Lâm Thao 19-S1/AP

Đối với Phòng PC08 tỉnh Phú Thọ, Công An tỉnh Phú Thọ, thì biển số xe máy 1 chữ cái sẽ là 19-B1. Nay sẽ được cấp bằng biển số 19-AS.

### Phú Yên - 78
- Thành phố Tuy Hòa: 78-C1/AB
- Thị xã Sông Cầu: 78-D1/AC
- Thị xã Đông Hòa: 78-G1/AF
- Huyện Phú Hòa: 78-E1/AD
- Huyện Tây Hòa: 78-F1/AE
- Huyện Tuy An: 78-H1/AH
- Huyện Đồng Xuân: 78-K1/AK
- Huyện Sơn Hòa: 78-L1/AL
- Huyện Sông Hinh: 78-M1/AM
- Tất cả biển số thuộc tỉnh Phú Yên dạng 1 chữ 1 số khi bốc hết, sẽ chuyển sang dạng 2 chữ biển định danh tương ứng.

### Quảng Bình - 73
- Thành phố Đồng Hới: 73-B1/AA
- Thị xã Ba Đồn: 73-K1/AH
- Huyện Minh Hóa: 73-C1/AB
- Huyện Tuyên Hóa: 73-D1/AC
- Huyện Quảng Trạch: 73-E1/AD
- Huyện Bố Trạch: 73-F1/AE
- Huyện Quảng Ninh: 73-G1/AF
- Huyện Lệ Thủy: 73-H1/AG

### Quảng Nam - 92
- Thành phố Tam Kỳ: 92-B1/Z1/AA/ZE
- Thành phố Hội An: 92-C1/BA
- Thị xã Điện Bàn: 92-D1/CA
- Huyện Đại Lộc: 92-E1/EA
- Huyện Duy Xuyên: 92-F1/FA
- Huyện Quế Sơn: 92-G1/GA
- Huyện Thăng Bình: 92-H1/HA
- Huyện Hiệp Đức: 92-K1/KA
- Huyện Phú Ninh: 92-L1/LA
- Huyện Tiên Phước: 92-M1/MA
- Huyện Núi Thành: 92-N1/NA
- Huyện Phước Sơn: 92-P1/PA
- Huyện Nam Giang: 92-S1/SA
- Huyện Đông Giang: 92-T1/TA
- Huyện Tây Giang: 92-U1/UA
- Huyện Bắc Trà My: 92-V1/VA
- Huyện Nam Trà My: 92-X1/XA
- Huyện Nông Sơn: 92-Y1/YA
- PC08: 92-O1/OA (Chưa xác minh)

(92-Z1/ZE chưa xác minh, chưa sử dụng)

### Quảng Ngãi - 76
- Thành phố Quảng Ngãi: 76-U1/B1/V1
- Thị xã Đức Phổ: 76-H1
- Huyện Bình Sơn: 76-C1/C2
- Huyện Sơn Tịnh: 76-D1
- Huyện Tư Nghĩa: 76-E1
- Huyện Nghĩa Hành: 76-F1
- Huyện Mộ Đức: 76-G1
- Huyện Ba Tơ: 76-K1
- Huyện Minh Long: 76-L1
- Huyện Sơn Hà: 76-M1
- Huyện Sơn Tây: 76-N1
- Huyện Trà Bồng: 76-P1/S1
- Huyện đảo Lý Sơn: 76-T1

### Quảng Ninh - 14
- Thành phố Hạ Long: 14-B1/V1/B4/AA/AV
- Thành phố Móng Cái: 14-K1/AK
- Thành phố Cẩm Phả: 14-U1/AU
- Thành phố Đông Triều: 14-Z1/AZ
- Thành phố Uông Bí: 14-Y1/AY
- Thị xã Quảng Yên: 14-X1/AX
- Huyện đảo Cô Tô: 14-B9/AT
- Huyện Hải Hà: 14-L1/AL
- Huyện Đầm Hà: 14-M1/AM
- Huyện Tiên Yên: 14-N1/AN
- Huyện Bình Liêu: 14-P1/AB/AP
- Huyện đảo Vân Đồn: 14-S1/AS
- Huyện Ba Chẽ: 14-T1/AH
- PC08: 14-B1/F6/AO/OA (Chưa xác minh)

### Quảng Trị - 74
- Thành phố Đông Hà: 74-C1
- Thị xã Quảng Trị: 74-E1
- Huyện Gio Linh: 74-B1
- Huyện Triệu Phong: 74-D1
- Huyện Hải Lăng: 74-F1
- Huyện Cam Lộ: 74-G1
- Huyện Hướng Hóa: 74-H1
- Huyện Đakrông: 74-K1
- Huyện Vĩnh Linh: 74-L1
- Huyện đảo Cồn Cỏ: 74-P1

### Sóc Trăng - 83
- Thành phố Sóc Trăng: 83-P1
- Thị xã Ngã Năm: 83-E1
- Thị xã Vĩnh Châu: 83-V1
- Huyện Kế Sách: 83-C1
- Huyện Cù Lao Dung: 83-D1
- Huyện Mỹ Xuyên: 83-X1
- Huyện Châu Thành: 83-C1/G1
- Huyện Mỹ Tú: 83-M1
- Huyện Trần Đề: 83-Y1
- Huyện Long Phú: 83-Z1
- Huyện Thạnh Trị: 83-T1

(83-P1/P2/P3/P4: ngừng cấp)

### Sơn La - 26
- Thành phố Sơn La: 26-B1/B2/S1/S2/S4/S5/AA/AB/AS (Lưu ý: 26-S1/S2/S3/S4/S5/AS chưa xác minh và chưa sử dụng)
- Huyện Sông Mã: 26-C1/AG
- Huyện Phù Yên: 26-D1/AL
- Huyện Bắc Yên: 26-E1/AM
- Huyện Sốp Cộp: 26-F1/AH
- Huyện Mộc Châu: 26-G1/AC
- Huyện Quỳnh Nhai: 26-H1/AK
- Huyện Mai Sơn: 26-K1/AN (Lưu ý: 26-AN chưa xác minh)
- Huyện Mường La: 26-L1/AF
- Huyện Thuận Châu: 26-M1/AE
- Huyện Yên Châu: 26-N1/AA
- Huyện Vân Hồ: 26-P1/AP

### Tây Ninh - 70
- Thành phố Tây Ninh:70-B1/B2/B7; (AA mới)
- Thị xã Hòa Thành: 70-G1/G2 ; (GA mới)
- Thị xã Trảng Bàng: 70-L1/L2; (LA mới)
- Huyện Bến Cầu: 70-C1; (CA mới)
- Huyện Châu Thành: 70-D1; (DB mới)
- Huyện Dương Minh Châu: 70-E1; (EA mới)
- Huyện Gò Dầu: 70-F1/F2; (FA mới)
- Huyện Tân Biên: 70-H1; (HA mới)
- Huyện Tân Châu: 70-K1; (KA mới)

### Thái Bình - 17
- Thành phố Thái Bình: 17-B1 - 0/1/9xx.xx, 17-B9
- Huyện Vũ Thư: 17-B1 - 2xx.xx, 17-B2
- Huyện Đông Hưng: 17-B1 - 3xx.xx, 17-B3
- Huyện Hưng Hà: 17-B1 - 4xx.xx, 17-B4
- Huyện Quỳnh Phụ: 17-B1 - 5xx.xx, 17-B5
- Huyện Thái Thuỵ: 17-B1 - 6xx.xx, 17-B6
- Huyện Kiến Xương: 17-B1 - 7xx.xx, 17-B7
- Huyện Tiền Hải: 17-B1 - 8xx.xx, 17-B8

### Thái Nguyên - 20
- Thành phố Thái Nguyên: 20-B1;(AA mới)
- Thành phố Sông Công: 20-B1,L1;(AL mới)
- Thành phố Phổ Yên: 20-H1;(AH mới)
- Huyện Đồng Hỷ: 20-K1 (mới sửa đổi), 20-B1/B2 (cũ); (AK mới)
- Huyện Định Hoá: 20-C1;(AB mới)
- Huyện Võ Nhai: 20-D1;(AC mới)
- Huyện Phú Lương: 20-E1;(AD mới)
- Huyện Đại Từ: 20-F1;(AE mới)
- Huyện Phú Bình: 20-G1;(AF mới)

### Thanh Hóa - 36
- Thành phố Thanh Hóa: 36-B4/B5/B6/B7/B8/AC
- Thành phố Sầm Sơn: 36-N1/AN
- Thị xã Nghi Sơn: 36-C1/T1/T2/T3/T4/BK (36-T1/T2/T3/T4 chưa xác minh)
- Thị xã Bỉm Sơn: 36-F5/T7/AP (36-T7 chưa xác minh)
- Huyện Quảng Xương: 36-B1/BB
- Huyện Nông Cống: 36-B2/BC
- Huyện Hà Trung: 36-B3/BD
- Huyện Như Thanh: 36-B4/AT
- Huyện Hoằng Hóa: 36-B5/AS
- Huyện Thiệu Hóa: 36-B6/BE
- Huyện Triệu Sơn: 36-C2/AB
- Huyện Đông Sơn: 36-B8/BF
- Huyện Thọ Xuân: 36-D1/AM
- Huyện Thạch Thành: 36-E1/AE
- Huyện Hậu Lộc: 36-F1/AK
- Huyện Nga Sơn: 36-G1/AG
- Huyện Bá Thước: 36-G5/AV
- Huyện Lang Chánh: 36-H1/AH
- Huyện Quan Hóa: 36-H5/BG
- Huyện Quan Sơn: 36-H7/BH
- Huyện Mường Lát: 36-K1/AF
- Huyện Như Xuân: 36-K3/AX
- Huyện Ngọc Lặc: 36-K5/AU
- Huyện Cẩm Thủy: 36-L1/AL
- Huyện Vĩnh Lộc: 36-L6/AZ
- Huyện Thường Xuân: 36-M1/AY
- Huyện Yên Định: 36-M3/C2/BA
- Phòng PC08, Công An tỉnh: 36-T1/AD (36-T1 chưa xác minh)

### Thừa Thiên - Huế - 75
- Thành phố Huế: 75-B1/F1/F2
- Thị xã Hương Trà: 75-D1
- Thị xã Hương Thủy: 75-S1/G1
- Huyện Phong Điền: 75-C1
- Huyện Quảng Điền: 75-E1
- Huyện Phú Vang: 75-H1
- Huyện Phú Lộc: 75-K1
- Huyện A Lưới: 75-L1
- Huyện Nam Đông: 75-Y1/M1

### Tiền Giang - 63
- Thành phố Mỹ Tho: 63-B9/C1
- Thành phố Gò Công: 63-B6
- Thị xã Cai Lậy: 63-B2/E1
- Huyện Cái Bè: 63-B1/D1
- Huyện Châu Thành: 63-B3/G1
- Huyện Chợ Gạo: 63-B4/H1
- Huyện Gò Công Tây: 63-B5
- Huyện Gò Công Đông: 63-B7
- Huyện Tân Phú Đông: 63-B8
- Huyện Tân Phước: 63-B8
- Huyện Cai Lậy: 63-P1

(63-B1/B3/B9: ngừng cấp)

### Trà Vinh - 84
- Thành phố Trà Vinh: 84-B1/B2/C1
- Thị xã Duyên Hải: 84-F1
- Huyện Châu Thành: 84-D1
- Huyện Cầu Ngang: 84-E1
- Huyện Trà Cú: 84-G1
- Huyện Tiểu Cần: 84-H1
- Huyện Cầu Kè: 84-K1
- Huyện Càng Long: 84-L1
- Huyện Duyên Hải: 84-M1

### Tuyên Quang - 22
- Thành phố Tuyên Quang: 22-B1/B2
- Huyện Chiêm Hóa: 22-F1/V1/V2
- Huyện Sơn Dương: 22-S1/S2
- Huyện Hàm Yên: 22-Y1
- Huyện Na Hang: 22-N1
- Huyện Yên Sơn: 22-B1/T1
- Huyện Lâm Bình: 22-L1

(22-V1/V2 Chiêm Hóa chưa xác minh, Chưa sử dụng)

### Vĩnh Long - 64
- Thành phố Vĩnh Long: 64-B1/B2/C1
- Thị xã Bình Minh: 64-H1
- Huyện Long Hồ: 64-B1/B2
- Huyện Vũng Liêm: 64-D1
- Huyện Tam Bình: 64-E1
- Huyện Trà Ôn: 64-F1
- Huyện Mang Thít: 64-G1
- Huyện Bình Tân: 64-K1

### Vĩnh Phúc - 88
- Thành phố Vĩnh Yên: 88-B1
- Thành phố Phúc Yên: 88-H1
- Huyện Sông Lô: 88-C1
- Huyện Lập Thạch: 88-D1
- Huyện Tam Đảo: 88-E1
- Huyện Yên Lạc: 88-F1
- Huyện Bình Xuyên: 88-G1
- Huyện Tam Dương: 88-K1
- Huyện Vĩnh Tường: 88-L1

### Yên Bái - 21
- Thành phố Yên Bái: 21-B1/B2
- Thị xã Nghĩa Lộ: 21-L1
- Huyện Lục Yên: 21-C1
- Huyện Yên Bình: 21-D1
- Huyện Trấn Yên: 21-F1
- Huyện Mù Cang Chải: 21-G1
- Huyện Văn Chấn: 21-K1
- Huyện Trạm Tấu: 21-H1
- Huyện Văn Yên: 21-E1

Biển số nền màu xanh, chữ và số màu trắng, sê ri biển số sử dụng một trong 19 chữ cái B, C, D, E, F, G, H, K, L, M, N, P, S, T, U, V, X, Y, Z kết hợp với một chữ số tự nhiên từ 1 đến 9 cấp cho xe của các cơ quan của Đảng; Văn phòng Chủ tịch nước; Văn phòng Quốc hội và các cơ quan của Quốc hội; Văn phòng Đoàn đại biểu Quốc hội, Hội đồng nhân dân các cấp; các Ban chỉ đạo Trung ương; Công an nhân dân, Tòa án nhân dân, Viện kiểm sát nhân dân; các bộ, cơ quan ngang bộ, cơ quan thuộc Chính phủ; Ủy ban An toàn giao thông quốc gia; Ủy ban nhân dân các cấp và các cơ quan chuyên môn thuộc Ủy ban nhân dân cấp tỉnh, cấp xã; tổ chức chính trị - xã hội; đơn vị sự nghiệp công lập, trừ Trung tâm đào tạo sát hạch lái xe công lập; Ban quản lý dự án có chức năng quản lý nhà nước.
Biển số nền màu trắng, chữ và số màu đen, sê ri biển số sử dụng một trong 19 chữ cái B, C, D, E, F, G, H, K, L, M, N, P, S, T, U, V, X, Y, Z kết hợp với 1 chữ số tự nhiên từ 1 đến 9 cấp cho xe của doanh nghiệp, Ban quản lý dự án thuộc doanh nghiệp, các tổ chức xã hội, xã hội - nghề nghiệp, đơn vị sự nghiệp ngoài công lập, Trung tâm đào tạo sát hạch lái xe công lập và xe của cá nhân.

## Biển số xe chưa định danh trên 175cc (sau sáp nhập)
TP. Hà Nội - 29
- Cá nhân, doanh nghiệp: 29-A1

TP. Hồ Chí Minh - 41, 59, 61, 72
- Cá nhân, doanh nghiệp: 59-A3/AA, 61-A1, 72-A1
- Tổ chức, cá nhân cơ quan nhà nước: 41-A1, 59-A1

TP. Hải Phòng - 15, 34
- Cá nhân, doanh nghiệp: 15-A1, 34-A1

TP. Huế - 75
- Cá nhân, doanh nghiệp: 75-A1

TP. Đà Nẵng - 43, 92
- Cá nhân, doanh nghiệp: 43-A1, 92-A1

TP. Cần Thơ - 65, 83, 95
- Cá nhân, doanh nghiệp: 65-A1, 83-A1, 95-A1

An Giang - 67, 68
- Cá nhân, doanh nghiệp: 67-A1, 68-A1

Bắc Ninh - 99, 98
- Cá nhân, doanh nghiệp: 99-A1, 98-A1

Cao Bằng - 11
- Cá nhân, doanh nghiệp: 11-A1

Cà Mau - 69, 94
- Cá nhân, doanh nghiệp: 69-A1, 94-A1

Đak Lak - 47, 78
- Cá nhân, doanh nghiệp: 47-A1, 78-A1

Điện Biên - 27
- Cá nhân, doanh nghiệp: 27-A1

Đồng Nai - 60, 93
- Cá nhân, doanh nghiệp: 60-A1, 93-A1

Đồng Tháp - 66, 63
- Cá nhân, doanh nghiệp: 66-A2, 63-A1

Gia Lai - 81, 77
- Cá nhân, doanh nghiệp: 81-A1, 77-A1

Hà Tĩnh - 38
- Cá nhân, doanh nghiệp: 38-A1

Hưng Yên - 89, 17
- Cá nhân, doanh nghiệp: 89-A1, 17-A1

Khánh Hoà - 79, 85
- Cá nhân, doanh nghiệp: 79-A1, 85-A1

Lâm Đồng - 49, 48, 86
- Cá nhân, doanh nghiệp: 48-A1, 49-A1, 86-A1

Lai Châu - 25
- Cá nhân, doanh nghiệp: 25-A1

Lào Cai - 24, 21
- Cá nhân, doanh nghiệp: 24-A1, 21-A1

Lạng Sơn - 12
- Cá nhân, doanh nghiệp: 12-A1

Nghệ An - 37
- Cá nhân, doanh nghiệp: 37-A1

Ninh Bình - 35, 18, 90
- Cá nhân, doanh nghiệp: 35-A1, 18-A1, 90-A1

Phú Thọ - 19, 28, 88
- Cá nhân, doanh nghiệp: 19-A1, 28-A1, 88-A1

Quảng Ngãi - 76, 82
- Cá nhân, doanh nghiệp: 76-A1, 82-A1

Quảng Ninh - 14
- Cá nhân, doanh nghiệp: 14-A1

Quảng Trị - 74, 73
- Cá nhân, doanh nghiệp: 74-A1, 73-A1

Sơn La - 26
- Cá nhân, doanh nghiệp: 26-A1

Tây Ninh - 70, 62
- Cá nhân, doanh nghiệp: 70-A1, 62-A1

Thanh Hóa - 36
- Cá nhân, doanh nghiệp: 36-A1

Thái Nguyên - 20, 97
- Cá nhân, doanh nghiệp: 20-A1, 97-A1

Tuyên Quang - 22, 23
- Cá nhân, doanh nghiệp: 22-A1, 23-A1

Vĩnh Long - 64, 71, 84
- Cá nhân, doanh nghiệp: 64-A2, 71-A1, 84-A1

Biển số nền màu xanh, chữ và số màu trắng, sê ri sử dụng chữ cái A kết hợp với 1 chữ số tự nhiên từ 1 đến 9 cấp cho xe của các cơ quan của Đảng; Văn phòng Chủ tịch nước; Văn phòng Quốc hội và các cơ quan của Quốc hội; Văn phòng Đoàn đại biểu Quốc hội, Hội đồng nhân dân các cấp; các Ban chỉ đạo Trung ương; Công an nhân dân, Tòa án nhân dân, Viện kiểm sát nhân dân; các bộ, cơ quan ngang bộ, cơ quan thuộc Chính phủ; Ủy ban An toàn giao thông quốc gia; Ủy ban nhân dân các cấp và các cơ quan chuyên môn thuộc Ủy ban nhân dân cấp tỉnh, cấp xã; tổ chức chính trị - xã hội; đơn vị sự nghiệp công lập, trừ Trung tâm đào tạo sát hạch lái xe công lập; Ban quản lý dự án có chức năng quản lý nhà nước.
Biển số nền màu trắng, chữ và số màu đen, sê ri sử dụng chữ cái A kết hợp với 1 chữ số tự nhiên từ 1 đến 9 cấp cho xe của doanh nghiệp, Ban quản lý dự án thuộc doanh nghiệp, các tổ chức xã hội, xã hội - nghề nghiệp, đơn vị sự nghiệp ngoài công lập, Trung tâm đào tạo sát hạch lái xe công lập và xe của cá nhân.
Lưu ý: Đối với biển số xe phân khối lớn cấp cho người dân từ ngày 15/8/2023, sê ri biển số sử dụng 02 chữ cái trong 20 chữ cái A, B, C, D, E, F, G, H, K, L, M, N, P, S, T, U, V, X, Y, Z

## Biển số xe ô tô (sau sáp nhập)

### TP. Hà Nội - 29; 30
- Xe công vụ: 29A, 29M
- Xe của cá nhân, tổ chức, doanh nghiệp, xe dịch vụ: 29A/B/C/D/E/F/G/H/K; 30A/E/F/G/H/K/L/M
- Xe của Quân đội đi làm kinh tế: 29KT
- Xe liên doanh: 29LD
- Xe người nước ngoài: 29-NN
- Xe ngoại giao: 29-NG
- Xe rơ-moóc: 29R/30R
- Xe sơmi rơ-moóc: 29RM

### TP. Hồ Chí Minh - 41;5x;61;72 (Khi hết biển 41;5x sẽ bốc biển 61;72)
- Xe công vụ: 50A, 50M
- Xe cứu thương, xe công: 50M
- Xe của cá nhân, tổ chức, doanh nghiệp, xe dịch vụ:  51A/B/C/D/E/F/G/H/K/L/M/N, 50E/F/G/H
- Xe liên doanh: 50LD
- Xe người nước ngoài: 41-NN/51-NN
- Xe ngoại giao: 41-NG/51-NG
- Xe sơ mi rơ-moóc: 50R/51R/50RM

### TP. Hải Phòng - 15 (Khi hết biển 15 sẽ bốc biển 34)
- Xe của cá nhân, tổ chức, doanh nghiệp, xe dịch vụ:   15A/B/C/D/E/F/G/H/K
- Xe liên doanh: 15LD
- Xe rơ-moóc: 15R
- Xe sơmi rơ-moóc: 15RM

### TP. Huế - 75
- Xe con dưới 9 chỗ: 75A
- Xe khách: 75B
- Xe tải: 75C
- Xe van: 75D
- Xe taxi: 75E
- Xe khách dịch vụ: 75F
- Xe van dịch vụ: 75G
- Xe tải dịch vụ: 75H
- Xe liên doanh: 75LD
- Xe rơ-moóc: 75R

### TP. Đà Nẵng - 43 (Khi hết biển 43 sẽ bốc biển 92)
- Xe của cá nhân, tổ chức, doanh nghiệp, xe dịch vụ:  43A/B/C/D/E/F/G/H/K
- Xe liên doanh: 43LD
- Xe rơ-moóc: 43R

### TP. Cần Thơ - 65 (Khi hết biển 65 sẽ bốc biển 71,84)
- Xe của cá nhân, tổ chức, doanh nghiệp, xe dịch vụ:  65A/B/C/D/E/F/G/H
- Xe liên doanh: 65LD
- Xe rơ-moóc: 65R

### An Giang - 67 (Khi hết biển 67 sẽ bốc biển 68)
- Xe con dưới 9 chỗ: 67A
- Xe khách: 67B
- Xe tải: 67C
- Xe van: 67D
- Xe taxi: 67E
- Xe khách dịch vụ: 67F
- Xe van dịch vụ: 67G
- Xe tải dịch vụ: 67H
- Xe liên doanh: 67LD
- Xe rơ-moóc: 67R

### Bắc Ninh - 99 (Khi hết biển 99 sẽ bốc biển 98)
- Xe con dưới 9 chỗ: 99A/K
- Xe khách: 99B
- Xe tải: 99C
- Xe van: 99D
- Xe taxi: 99E
- Xe khách dịch vụ: 99F
- Xe van dịch vụ: 99G
- Xe tải dịch vụ: 99H
- Xe liên doanh: 99LD
- Xe rơ-moóc: 99R

### Cà Mau - 69 (Khi hết biển 69 sẽ bốc biển 94)
- Xe con dưới 9 chỗ: 69A
- Xe khách: 69B
- Xe tải: 69C
- Xe van: 69D
- Xe taxi: 69E
- Xe khách dịch vụ: 69F
- Xe van dịch vụ: 69G
- Xe tải dịch vụ: 69H
- Xe liên doanh: 69LD
- Xe rơ-moóc: 69R

### Cao Bằng - 11
- Xe con dưới 9 chỗ: 11A
- Xe khách: 11B
- Xe tải: 11C
- Xe van: 11D
- Xe taxi: 11E
- Xe khách dịch vụ: 11F
- Xe van dịch vụ: 11G
- Xe tải dịch vụ: 11H
- Xe liên doanh: 11LD
- Xe rơ-moóc: 11R

### Đắk Lắk - 47 (Khi hết biển 47 sẽ bốc biển 78)
- Xe của cá nhân, tổ chức, doanh nghiệp, xe dịch vụ: 47A/B/C/D/E/F/G/H/K
- Xe liên doanh: 47LD
- Xe cứu thương, xe công vụ: 47M
- Xe (sơmi) rơ-moóc: 47R/RM

### Điện Biên - 27
- Xe con dưới 9 chỗ: 27A
- Xe khách: 27B
- Xe tải: 27C
- Xe van: 27D
- Xe taxi: 27E
- Xe khách dịch vụ: 27F
- Xe van dịch vụ: 27G
- Xe tải dịch vụ: 27H
- Xe liên doanh: 27LD
- Xe rơ-moóc: 27R

### Đồng Nai - 60, 39, 93 (Khi hết biển 60 sẽ bốc biển 39, 93)
- Xe con: 60A/K/L
- Xe khách: 60B
- Xe tải: 60C
- Xe van: 60D
- Xe taxi: 60E
- Xe khách dịch vụ: 60F
- Xe van dịch vụ: 60G
- Xe tải dịch vụ: 60H
- Xe liên doanh: 60LD
- Xe rơ-moóc: 60R
- Xe sơmi rơ-moóc: 60RM
- Xe người nước ngoài: 60-NN

### Đồng Tháp - 66 (Khi hết biển 66 sẽ bốc biển 63)
- Xe con dưới 9 chỗ: 66A
- Xe khách: 66B
- Xe tải: 66C
- Xe van: 66D
- Xe taxi: 66E
- Xe khách dịch vụ: 66F
- Xe van dịch vụ: 66G
- Xe tải dịch vụ: 66H
- Xe liên doanh: 66LD
- Xe rơ-moóc: 66R

### Gia Lai - 81 (Khi hết biển 81 sẽ bốc biển 77)
- Xe con dưới 9 chỗ: 81A
- Xe khách: 81B
- Xe tải: 81C
- Xe van: 81D
- Xe taxi: 81E
- Xe khách dịch vụ: 81F
- Xe van dịch vụ: 81G
- Xe tải dịch vụ: 81H
- Xe liên doanh: 81LD
- Xe rơ-moóc: 81R

### Hà Tĩnh - 38
- Xe con dưới 9 chỗ: 38A/K
- Xe khách: 38B
- Xe tải: 38C
- Xe van: 38D
- Xe taxi: 38E
- Xe khách dịch vụ: 38F
- Xe van dịch vụ: 38G
- Xe tải dịch vụ:  38H
- Xe liên doanh: 38LD
- Xe rơ-moóc: 38R

### Hưng Yên - 89 (Khi hết biển 89 sẽ bốc biển 17)
- Xe con dưới 9 chỗ: 89A
- Xe khách: 89B
- Xe tải: 89C
- Xe van: 89D
- Xe taxi: 89E
- Xe khách dịch vụ: 89F
- Xe van dịch vụ: 89G
- Xe tải dịch vụ: 89H
- Xe liên doanh: 89LD
- Xe rơ-moóc: 89R

### Khánh Hòa - 79 (Khi hết biển 79 sẽ bốc biển 85)
- Xe con dưới 9 chỗ: 79A
- Xe khách: 79B
- Xe tải: 79C
- Xe van: 79D
- Xe taxi: 79E
- Xe khách dịch vụ: 79F
- Xe van dịch vụ: 79G
- Xe tải dịch vụ: 79H
- Xe liên doanh: 79LD
- Xe rơ-moóc: 79R

### Lai Châu - 25
- Xe con dưới 9 chỗ: 25A
- Xe khách: 25B
- Xe tải: 25C
- Xe van: 25D
- Xe taxi: 25E
- Xe khách dịch vụ: 25F
- Xe van dịch vụ: 25G
- Xe tải dịch vụ: 25H
- Xe liên doanh: 25LD
- Xe rơ-moóc: 25R

### Lạng Sơn - 12
- Xe con dưới 9 chỗ: 12A
- Xe khách: 12B
- Xe tải: 12C
- Xe van: 12D
- Xe taxi: 12E
- Xe khách dịch vụ: 12F
- Xe van dịch vụ: 12G
- Xe tải dịch vụ: 12H
- Xe liên doanh: 12LD
- Xe rơ-moóc: 12R

### Lào Cai - 24 (Khi hết biển 24 sẽ bốc biển 21)
- Xe con dưới 9 chỗ: 24A
- Xe khách: 24B
- Xe tải: 24C
- Xe van: 24D
- Xe taxi: 24E
- Xe khách dịch vụ: 24F
- Xe van dịch vụ: 24G
- Xe tải dịch vụ: 24H
- Xe liên doanh: 24LD
- Xe rơ-moóc: 24R

### Lâm Đồng - 49 (Khi hết biển 49 sẽ bốc biển 48;86)
- Xe con dưới 9 chỗ: 49A/K
- Xe khách: 49B
- Xe tải: 49C
- Xe van: 49D
- Xe taxi: 49E
- Xe khách dịch vụ: 49F
- Xe van dịch vụ: 49G
- Xe tải dịch vụ: 49H
- Xe liên doanh: 49LD
- Xe rơ-moóc: 49R

### Nghệ An - 37
- Xe con dưới 9 chỗ: 37A/K
- Xe khách: 37B
- Xe tải: 37C
- Xe van: 37D
- Xe taxi: 37E
- Xe khách dịch vụ: 37F
- Xe van dịch vụ: 37G
- Xe tải dịch vụ: 37H
- Xe liên doanh: 37LD
- Xe rơ-moóc: 37R

### Ninh Bình - 35 (Khi hết biển 35 sẽ bốc biển 18;90)
- Xe con dưới 9 chỗ: 35A
- Xe khách: 35B
- Xe tải: 35C
- Xe van: 35D
- Xe taxi: 35E
- Xe khách dịch vụ: 35F
- Xe van dịch vụ: 35G
- Xe tải dịch vụ: 35H
- Xe liên doanh: 35LD
- Xe rơ-moóc: 35R

### Phú Thọ - 19 (Khi hết biển 19 sẽ bốc biển 28;88)
- Xe con dưới 9 chỗ: 19A/K
- Xe khách: 19B
- Xe tải: 19C
- Xe van: 19D
- Xe taxi: 19E
- Xe khách dịch vụ: 19F
- Xe van dịch vụ: 19G
- Xe tải dịch vụ: 19H
- Xe liên doanh: 19LD
- Xe rơ-moóc: 19R

### Quảng Ngãi - 76 (Khi hết biển 76 sẽ bốc biển 82)
- Xe con dưới 9 chỗ: 76A
- Xe khách: 76B
- Xe tải: 76C
- Xe van: 76D
- Xe taxi: 76E
- Xe khách dịch vụ: 76F
- Xe van dịch vụ: 76G
- Xe tải dịch vụ: 76H
- Xe liên doanh: 76LD
- Xe rơ-moóc: 76R

### Quảng Ninh - 14
- Xe con dưới 9 chỗ: 14A/K
- Xe khách: 14B
- Xe tải: 14C
- Xe van: 14D
- Xe taxi: 14E
- Xe khách dịch vụ: 14F
- Xe van dịch vụ: 14G
- Xe tải dịch vụ: 14H
- Xe liên doanh: 14LD
- Xe rơ-moóc: 14R

### Quảng Trị - 74 (Khi hết biển 74 sẽ bốc biển 73)
- Xe con dưới 9 chỗ: 74A
- Xe khách: 74B
- Xe tải: 74C
- Xe van: 74D
- Xe taxi: 74E
- Xe khách dịch vụ: 74F
- Xe van dịch vụ: 74G
- Xe tải dịch vụ: 74H
- Xe liên doanh: 74LD
- Xe rơ-moóc: 74R

### Sơn La - 26
- Xe con dưới 9 chỗ: 26A
- Xe khách: 26B
- Xe tải: 26C
- Xe van: 26D
- Xe taxi: 26E
- Xe khách dịch vụ: 26F
- Xe van dịch vụ: 26G
- Xe tải dịch vụ: 26H
- Xe liên doanh: 26LD
- Xe rơ-moóc: 26R

### Tây Ninh - 70 (Khi hết biển 70 sẽ bốc biển 62)
- Xe con dưới 9 chỗ: 70A
- Xe khách: 70B
- Xe tải: 70C
- Xe van: 70D
- Xe taxi: 70E
- Xe khách dịch vụ: 70F
- Xe van dịch vụ: 70G
- Xe tải dịch vụ: 70H
- Xe liên doanh: 70LD
- Xe rơ-moóc: 70R

### Thái Nguyên - 20 (Khi hết biển 20 sẽ bốc biển 97)
- Xe con dưới 9 chỗ: 20A/K
- Xe khách: 20B
- Xe tải: 20C
- Xe van: 20D
- Xe taxi: 20E
- Xe khách dịch vụ: 20F
- Xe van dịch vụ: 20G
- Xe tải dịch vụ: 20H
- Xe liên doanh: 20LD
- Xe rơ-moóc: 20R

### Thanh Hóa - 36
- Xe con dưới 9 chỗ: 36A/K
- Xe khách: 36B
- Xe tải: 36C
- Xe van: 36D
- Xe taxi: 36E
- Xe khách dịch vụ: 36F
- Xe van: 36G
- Xe tải: 36H
- Xe liên doanh: 36LD
- Xe rơ-moóc: 36R

### Tuyên Quang - 22 (Khi hết biển 22 sẽ bốc biển 91)
- Xe con dưới 9 chỗ: 22A
- Xe khách: 22B
- Xe tải: 22C
- Xe van: 22D
- Xe taxi: 22E
- Xe khách dịch vụ: 22F
- Xe van dịch vụ: 22G
- Xe tải dịch vụ: 22H
- Xe liên doanh: 22LD
- Xe rơ-moóc: 22R

### Vĩnh Long - 64 (Khi hết biển 64 sẽ bốc biển 71;84)
- Xe con dưới 9 chỗ: 64A
- Xe khách: 64B
- Xe tải: 64C
- Xe van: 64D
- Xe taxi: 64E
- Xe khách dịch vụ: 64F
- Xe van dịch vụ: 64G
- Xe tải dịch vụ: 64H
- Xe liên doanh: 64LD
- Xe rơ-moóc: 64R

Biển số nền màu xanh, chữ và số màu trắng, sê ri biển số sử dụng lần lượt một trong 20 chữ cái sau đây: A, B, C, D, E, F, G, H, K, L, M, N, P, S, T, U, V, X, Y, Z cấp cho xe của các cơ quan của Đảng; Văn phòng Chủ tịch nước; Văn phòng Quốc hội và các cơ quan của Quốc hội; Văn phòng Đoàn đại biểu Quốc hội, Hội đồng nhân dân các cấp; các Ban chỉ đạo Trung ương; Công an nhân dân, Tòa án nhân dân, Viện kiểm sát nhân dân; các bộ, cơ quan ngang bộ, cơ quan thuộc Chính phủ; Ủy ban An toàn giao thông quốc gia; Ủy ban nhân dân các cấp và các cơ quan chuyên môn thuộc Ủy ban nhân dân cấp tỉnh, cấp xã; tổ chức chính trị - xã hội; đơn vị sự nghiệp công lập, trừ Trung tâm đào tạo sát hạch lái xe công lập; Ban quản lý dự án có chức năng quản lý nhà nước.
Biển số nền màu trắng, chữ và số màu đen, sêri biển số sử dụng lần lượt một trong 20 chữ cái sau đây: A, B, C, D, E, F, G, H, K, L, M, N, P, S, T, U, V, X, Y, Z cấp cho xe của doanh nghiệp, Ban quản lý dự án thuộc doanh nghiệp, các tổ chức xã hội, xã hội - nghề nghiệp, xe của đơn vị sự nghiệp ngoài công lập, xe của Trung tâm đào tạo sát hạch lái xe công lập, xe của cá nhân.
Từ ngày 01/8/2020, Thông tư 58/2020/TT-BCA quy định sẽ đổi từ biển số nền màu trắng, chữ và số màu đen sang biển số nền vàng, chữ và số màu đen cho các loại xe hoạt động kinh doanh vận tải .

## Biển số xe máy chuyên dùng
Thông tư 22/2019/TT-BGTVT quy định:
Biển số xe máy chuyên dùng có nền màu vàng, chữ và số màu đen, seri biển số sử dụng lần lượt một trong 3 chữ cái sau đây:
| Ký tự | Loại bánh xe                        |
| ----- | ----------------------------------- |
| L     | Bánh lốp                            |
| S     | Bánh thép, bánh hỗn hợp thép và lốp |
| X     | Bánh xích, bánh hỗn hợp xích và lốp |

Các chữ cái trên được kết hợp với các chữ cái A, B, C, D, G, H, K, L, M, N, P, Q, R, S, T, U, V, X cấp cho xe máy thi công, xe máy xếp dỡ, xe máy nông nghiệp, lâm nghiệp và các loại xe đặc chủng khác sử dụng vào mục đích quốc phòng, an ninh có tham gia giao thông đường bộ. Ví dụ: 29LA, 36XC, 64SK...